# الاستجابة الإنسانية لزلزال المحيط الهندي عام 2004

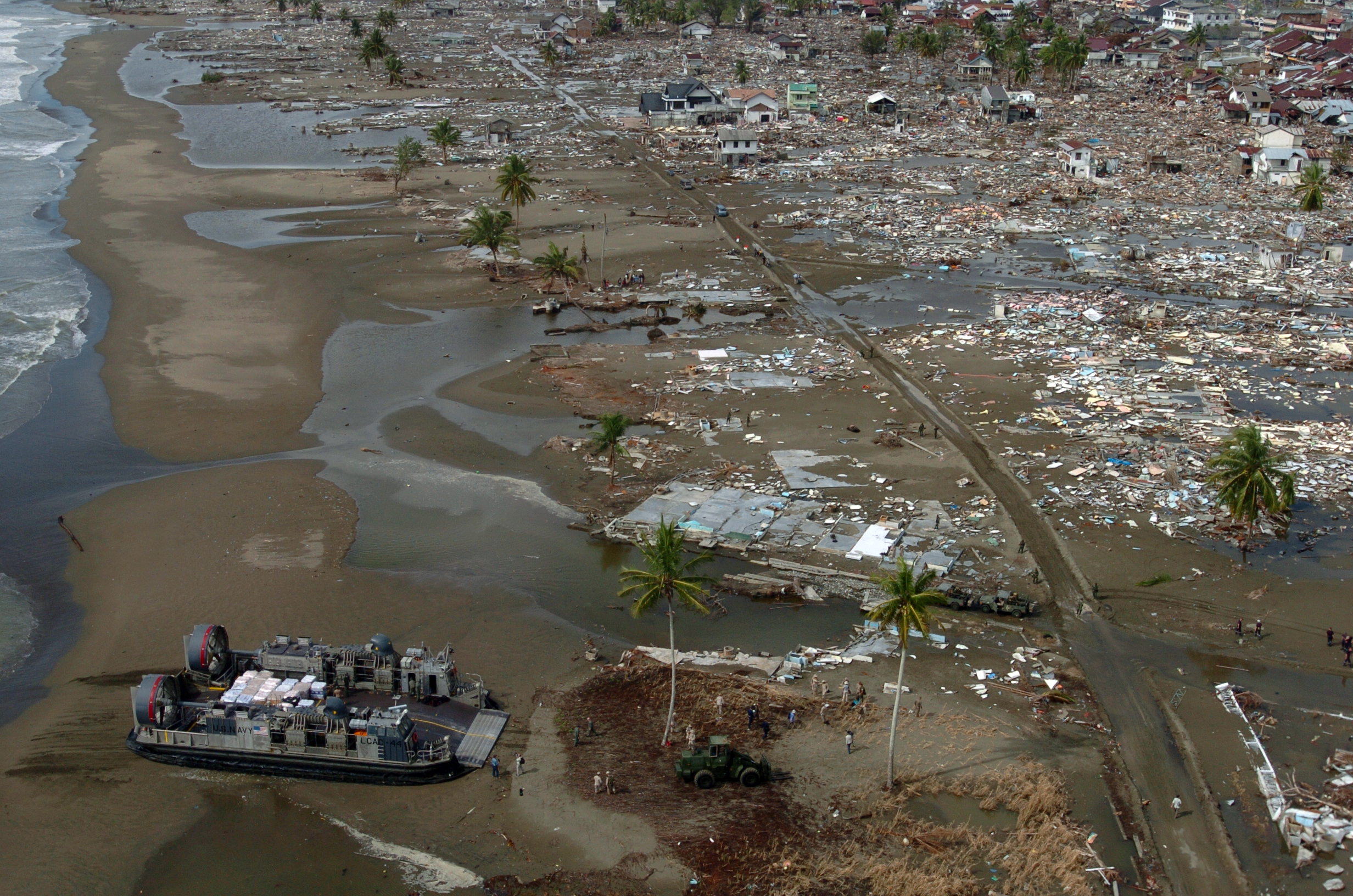
مركبة (LCAC) من سفينة يو إس إس بونهوم ريتشارد (LHD 6) تقوم بتوصيل الإمدادات إلى مواطني ميولابوه، إندونيسيا، بعد تسونامي المحيط الهندي عام 2004.

لقد كان الاستجابة الإنسانية لزلزال المحيط الهندي عام 2004 الذي بلغت قوته ما بين 9.2 و9.3 درجة نتيجة لواحدة من أسوأ الكوارث الطبيعية في العصر الحديث. في 26 ديسمبر/كانون الأول 2004، تسبب الزلزال الذي ضرب الساحل الشمالي الغربي لجزيرة سومطرة الإندونيسية في حدوث موجة تسونامي أحدثت دماراً واسع النطاق على طول حافة المحيط الهندي. وكانت البلدان التي تضررت بشدة هي إندونيسيا الهند وسريلانكا وتايلاند. قُتل حوالي 230 ألف شخص، وأصيب عشرات الآلاف، وأصبح 1.7 مليون شخص بلا مأوى ونازحين.

## البلدان المساهمة والمنظمات الوطنية فوق
وتوافد المغتربون الآسيويون والحكومات والمنظمات الإنسانية والأفراد من مختلف أنحاء العالم، وكانوا حريصين على تقديم المساعدة والدعم الفني. وكان النطاق العالمي للكارثة كبيرا لدرجة أن وكالة الحماية المدنية الفرنسية، ووكالة الفضاء الهندية ISRO، ومكتب الأمم المتحدة لشؤون الفضاء الخارجي نيابة عن مكتب الأمم المتحدة لخدمات المشاريع، قامت على الفور بتفعيل الميثاق الدولي بشأن الفضاء والكوارث الكبرى، مما وفر مجموعة متنوعة من صور الأقمار الصناعية الإنسانية للمنظمات المعنية بالإنقاذ والإغاثة. وقد قدر البنك الدولي في البداية حجم المساعدات المطلوبة بنحو 5 مليارات دولار أميركي. وعلى الرغم من أن العديد من البلدان قدمت المساعدة والإغاثة، فإن الأمم المتحدة انتقدت الولايات المتحدة وأوروبا لعدم تقديمهما الموارد الكافية. وبحلول 1 يناير/كانون الثاني 2005، كان قد تم التعهد بدفع ما يزيد على 1.8 مليار دولار أميركي (مليار جنيه إسترليني).
عقب الكارثة، شكّلت أستراليا والهند واليابان والولايات المتحدة تحالفا لتنسيق جهود المساعدات وتسهيل تقديم الإغاثة الفورية. ومع ذلك، في قمة جاكرتا التي عقدت في السادس من يناير/كانون الثاني 2005، نقل التحالف المسؤوليات إلى الأمم المتحدة.

### انتقاد رد المانح

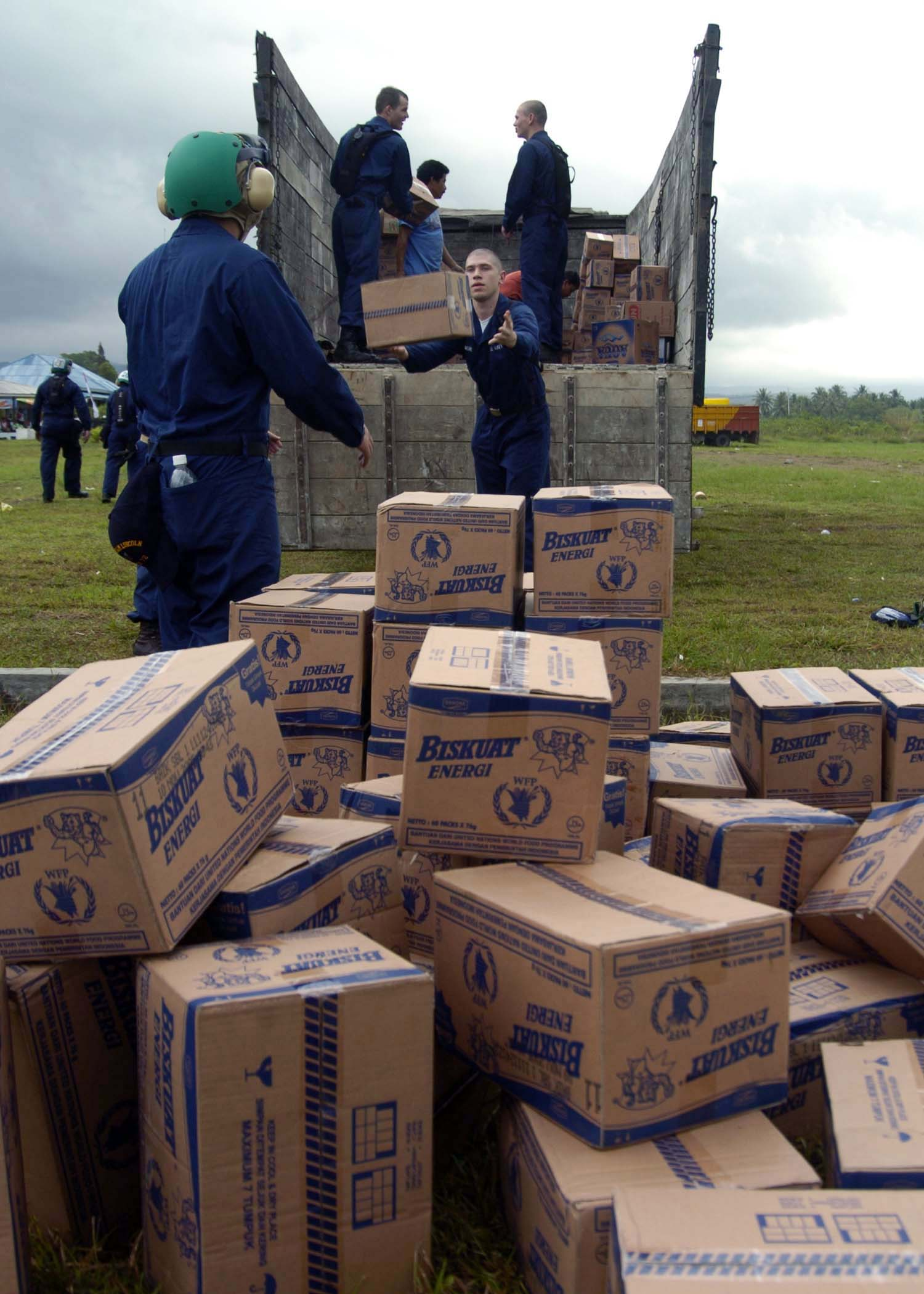
يستعد بحارة السفينة الحربية الأمريكية أبراهام لينكولن لإسقاط الإمدادات جواً بواسطة طائرات الهليكوبتر الأمريكية.

طوال فترة الاستجابة الرئيسية لكارثة تسونامي ــ من ديسمبر/كانون الأول 2004 وحتى السنوات الأربع أو الخمس التالية ــ كان هناك الكثير من الجدل حول حجم وشكل الطريقة التي تم بها تقديم المساعدة. على سبيل المثال، بعد يوم واحد فقط من كارثة تسونامي، وتحديداً في السابع والعشرين من ديسمبر/كانون الأول 2004، صنف وكيل الأمين العام للأمم المتحدة للشؤون الإنسانية يان إيجلاند مساهمات الدول الغنية بأنها "بخيلة". وقد تم تفسير هذا على نطاق واسع بشكل خاطئ في وسائل الإعلام باعتباره تصنيفًا للاستجابة الشاملة للتسونامي، في حين أوضح السيد إيجلاند لاحقًا أنه كان في ذلك الوقت يدلي بملاحظة عامة حول إجمالي تدفقات المساعدات العالمية في السنوات الأخيرة. وفي مؤتمر صحفي عُقد لاحقًا، قال السيد إيجلاند: "لا علاقة للأمر بأي بلد بعينه أو بالاستجابة لهذه الحالة الطارئة. نحن في المراحل الأولى، وكانت الاستجابة حتى الآن إيجابية للغاية". وفي الثامن والعشرين من ديسمبر/كانون الأول، أضافت الحكومة الأميركية، بقيادة الرئيس جورج دبليو بوش ووزير الخارجية كولن باول، عشرين مليون دولار أميركي أخرى إلى التعهد الأميركي الأصلي الذي بلغ خمسة عشر مليون دولار، ليصل الإجمالي إلى خمسة وثلاثين مليون دولار (باستثناء المساعدات المباشرة التي قدمتها السفن البحرية المرسلة إلى المنطقة). في البداية، أرسلت البحرية الأمريكية طائرة دورية من طراز بي-3 سي أوريون وحاملة طائرات للمساعدة في عمليات الإغاثة.
في 31 ديسمبر، زاد تعهد الولايات المتحدة بعشرة أضعاف إلى 350 مليون دولار أمريكي، مع قول الرئيس بوش أن هذا المبلغ سوف يزيد على الأرجح. وقع الرئيس بوش أيضًا مرسومًا يأمر بعلاقات النقل في نصف الصاري خلال الأسبوع الأول من العام الجديد.
خلال الفترة المبكرة من الاستجابة لكارثة تسونامي، أعربت جهات مختلفة عن مخاوفها من أن جهود الإغاثة الدولية قد تتعثر إذا لم تحترم الدول تعهداتها الأولية. في 3 يناير/كانون الثاني 2005، حث الأمين العام للأمم المتحدة كوفي أنان الدول المانحة على ضمان الوفاء الكامل بتعهداتها، مشيراً إلى حالات سابقة حيث "حصلنا على الكثير من التعهدات، ولكننا لم نتلق كل الأموال".
في الخامس من يناير/كانون الثاني، وبينما كانت البلدان تتنافس على تقديم تبرعات ضخمة، قال يان إيجلاند: "أفضل أن أرى التعاطف التنافسي بدلاً من عدم وجود أي تعاطف على الإطلاق"، مضيفاً أن العديد من البلدان كانت تقدم تعهدات دون أي ضمانات بوصول الأموال. وفي أعقاب الزلزال الذي ضرب إيران في العام السابق في مدينة بام والذي أسفر عن مقتل 26 ألف شخص، زعم المسؤولون الإيرانيون أنهم تلقوا 17.5 مليون دولار أميركي فقط من المليار دولار التي تعهدوا بتقديمها في الأصل. وفي منتصف شهر مارس/آذار 2005، أفاد بنك التنمية الآسيوي بأن توفير ما يزيد على أربعة مليارات دولار أميركي من المساعدات التي وعدت بها الحكومات كان متأخراً عن الموعد المحدد. انتقدت سريلانكا الدول والمنظمات التي طالبت بالتبرعات، قائلةً: "لم يصلنا أي مبلغ حتى الآن. نحن نقوم بأعمال الإغاثة بأموال حكومتنا. لا تزال سريلانكا تنتظر الأموال التي تعهد بها المانحون. وقد تعهد الشعب بتقديم الأموال للمنظمات غير الحكومية."
صرح وزير خارجية سريلانكا، لاكشمان كاديرغامار ‏، في مقابلة مع بي بي سي: "أخشى – ويؤسفني أن أقول – أن الكثير من المساعدات التي وصلت مؤخرًا ليست مفيدة على الإطلاق. على سبيل المثال، كانت هناك حاوية مليئة بدمى الدببة. من الواضح أنها تُقدم بحسن نية، ولا أحد يرفض ذلك". نفد صبر الدول المتضررة من تسونامي: "أعدت الحكومة خطة تقضي بإعفاء كل ما يصل، وكل ما سيكون في البحر، من الضرائب حتى 26 أبريل. بعد ذلك، لا!". وأضاف كاديرجامار: "على سبيل المثال، نحن لا نحتاج إلى الأرز، ونتوقع حصادًا وفيرًا، وأي شخص يرسل الأرز يهدر وقته وماله".
يزعم العديد من المعلقين أن استجابات المانحين المفرطة والتنافسية تهدد جهود الإغاثة أقل دراماتيكية ولكنها بنفس القدر من الأهمية في أماكن أخرى. وقال إنتيكيتا بوند، رئيس صندوق بوروز ويلكوم، "بينما يفتح الجميع خزائنهم أمام هذه الكوارث، فإن الخسائر المستمرة من الملاريا والإيدز والسل أكبر بكثير من هذه الأحداث لمرة واحدة". "سنبذل المزيد من الجهد للاستثمار في الوقاية وتدابير الصحة العامة الجيدة مثل المياه النظيفة". كما أعرب توني بلير، رئيس الوزراء البريطاني، عن قلقه من أن تسونامي المساعدات يمكن أن تنتقص من احتياجات التنمية الملحة الأخرى. وأشار إلى أن هناك كارثة مماثلة لـ "تسونامي يمكن الوقاية منها كل أسبوع في إفريقيا"، حيث يموت 10،000 شخص يوميًا من الإيدز والملاريا وحدها.

### انتقاد استجابة المستلم
في المراحل الأولى، قبل أن تتضح أبعاد الكارثة، رفضت سريلانكا عروض المساعدة الإسرائيلية، واعترضت على إدراج 60 جندياً إسرائيلياً في البعثة المكونة من 150 شخصاً والتي خطط لها الجيش الإسرائيلي، لإقامة مستشفيات ميدانية، بما في ذلك عيادات الطب الباطني وطب الأطفال، بحسب ما ذكره متحدث باسم الجيش الإسرائيلي لبي بي سي. وفي وقت لاحق، أرسلت المنظمة الإنسانية الإسرائيلية طائرة جامبو تحمل 18.5 طنًا من الإمدادات إلى كولومبو، ومع ذلك، وصل فريق إنقاذ واستعادة من منظمة زاكا اليهودية الأرثوذكسية المتطرفة إلى كولومبو مع المعدات المستخدمة في التعرف على الجثث، بالإضافة إلى أكياس الجثث. لقد أعاقت الفساد والبيروقراطية والقومية الاستجابة الإنسانية في إندونيسيا.
في سري لانكا، تلقى 30 ٪ فقط من المتضررين من تسونامي اعتبارًا من 10 فبراير أي مساعدة، وكانت هناك مزاعم بأن المسؤولين المحليين يقدمون المساعدة لمؤيديهم فقط، لم يكن بعضهم ضحايا تسونامي. أنشأت الحكومة السريلانكية "وحدة شكوى خاصة" للمواطنين لتسجيل المظالم.

### قائمة المانحين
الجدول التالي هو قائمة جزئية للالتزامات النقدية من مختلف الحكومات والمنظمات غير الحكومية، مأخوذة من ومصادر أخرى:
ملاحظة: تم أخذ أسعار الصرف في 8 يناير/كانون الثاني 2005، عندما كان 1 يورو = 1.30585 دولار أميركي؛ 1 جنيه إسترليني = 1.87110 دولار أميركي؛ 1 دولار كندي = 0.811853 دولار أميركي؛ 1 دولار أسترالي = 0.757346 دولار أميركي؛ 1 دولار هونغ كونغ = 0.1282 دولار أميركي؛ 1 روبية هندية = 0.0228102 دولار أميركي؛ 1 يوان صيني = 0.120831؛ 1 كرونة نروجية = 0.158526 دولار أميركي؛ 1 كرونة دنماركية = 0.175711؛ 1 كرونة سويدية = 0.144363 دولار أميركي؛ و1 فرنك سويسري = 0.844131 دولار أميركي.

### مبالغ تعهد كنسب مئوية من الناتج المحلي الإجمالي
يدرس الجدول أدناه المبالغ التي تم التعهد بها للجهود الإنسانية في ضوء القوة الاقتصادية الوطنية الخشنة، والتي يمكن القول أنها تدبير أكثر فائدة. هناك عدد من التحذيرات التي يجب أن تضع في الاعتبار أثناء قراءة الجدول:
1. لا تشمل الأرقام تكلفة الموارد العسكرية التشغيلية التي تم نشرها لتوفير المساعدات، ومن غير الواضح كيف ينبغي تحديد ذلك. في حين أن البعض يجادل بأن الموارد العسكرية يتم دفع ثمنها بالفعل وأنه يمكن اعتبار جهود الإغاثة بمثابة تمرين تدريبي لوجستيات، فإن التكاليف التشغيلية المتزايدة هي نفقات غير محددة. قد يجادل آخرون بأن الموارد العسكرية توفر البنية التحتية الوحيدة التي ستقدم المساعدة في الوقت المناسب لإنقاذ الأرواح لأصعب مجالات وأكثرها احتياجات، وبدون هذه البنية التحتية القابلة للنشر بسرعة، بغض النظر عن المساهمات الأخرى، بغض النظر عن حجمها غير المجدي أو الوصول متأخرًا.
2. لا تخبر الأرقام أي شيء عن المعدل الذي سيتم إنفاق الأموال به. لا ينعكس هذا الجدول على مقدار الأموال التي سيتم إنفاقها هذا العام، ومقدار المبلغ المحجوز لجهود إعادة البناء على المدى الطويل.
3. ينبغي التعامل مع استخدام الناتج المحلي الإجمالي أو الناتج الوطني الإجمالي بحذر، لأنه لا يقيس بدقة قدرة الدولة على تقديم المساعدات. وعلى نحو مماثل، يمكن مناقشة ما إذا كان ينبغي استخدام الناتج القومي الإجمالي/الناتج المحلي الإجمالي "الاسمي" أو "الحقيقي". كما أن بعض أرقام الناتج المحلي الإجمالي/الناتج القومي الإجمالي أصبحت قديمة، على سبيل المثال بالنسبة لعام 2002، أو حتى لعام 2001، وبالتالي فإن المقارنات بين البلدان قد لا تكون لنفس الفترة الزمنية. ربما يكون من الأفضل استخدام مقارنة أفضل من خلال فحص أرقام الناتج المحلي الإجمالي/الناتج القومي الإجمالي المعدلة حسب تعادل القدرة الشرائية (كما هو مستخدم في كتاب حقائق وكالة المخابرات المركزية).
4. يمكن القول، أن جودة المساعدات تختلف كـ "المساعدات" هي مصطلح غامض قد يغطي مجموعة واسعة من الأساليب، بما في ذلك القروض "الناعمة" (حيث يجب سداد الأموال مع الفائدة وإن كان ذلك بأسعار السوق أدناه)، و "المساعدات المربوطة" (حيث يجب أن تنفق الأموال على شراء البضائع والخدمات من البلد المتبرع). تلعب الشروط التي يتم قبول المساعدات دورًا كبيرًا في تحديد مدى فائدةها وتؤثر أيضًا على التكلفة النسبية للبلد المتبرع.
5. هذا هو مساعدة لكارثة معينة. دون معرفة مقدار المساعدات التي تتبرع بها مختلف البلدان وشعبها للكوارث الأخرى، لا يمكن للمرء استخلاص استنتاجات على مستوى الكرم العام.
6. الأرقام أدناه هي المساهمات التي تم التعهد بها. يمكن القول إنه لا ينبغي احتساب إلا الأموال التي يتم تحويلها فعلياً. على سبيل المثال، بعد زلزال بام في ديسمبر/كانون الأول 2003، لم تتلق الحكومة الإيرانية سوى 17.5 مليون دولار أميركي من التبرعات الدولية البالغة مليار دولار والتي وعدت بها.[69]
7. وينبغي زيادة المبالغ التي تعهدت بها الدول الأعضاء الفردية في الاتحاد الأوروبي بمبالغ يتعهد بها الاتحاد الأوروبي نفسه.

مع وضع جميع التحذيرات في الاعتبار، يسرد الجدول التالي بعض البلدان بترتيب المساعدات الاسمية التي يتم تنصيرها بواسطة الناتج المحلي الإجمالي.
| البلد                    | الناتج المحلي الإجمالي (2003 أو قبل) (مليارات دولار أمريكي) انظر | المساعدة (المجموع) (ملايين دولار أمريكي) | ٪ من الناتج المحلي الإجمالي | المساعدة من قبل الحكومة (ملايين دولار أمريكي) | ٪ من الناتج المحلي الإجمالي | المساعدة من قبل الجمهور (ملايين دولار أمريكي) | ٪ من الناتج المحلي الإجمالي |
| ------------------------ | ---------------------------------------------------------------- | ---------------------------------------- | --------------------------- | --------------------------------------------- | --------------------------- | --------------------------------------------- | --------------------------- |
| أستراليا                 | 518.4                                                            | 1،322                                    | 0.255                       | 1،099                                         | 0.212                       | 227.6                                         | 0.043                       |
| ليختنشتاين               | 0.825                                                            | 1.2                                      | 0.145                       | ؟                                             | ؟                           | ؟                                             | ؟                           |
| قطر                      | 17.47                                                            | 25                                       | 0.140                       | ؟                                             | ؟                           | ؟                                             | ؟                           |
| النرويج                  | 221.6                                                            | 265.1                                    | 0.119                       | 175.3                                         | 0.079                       | 89.8                                          | 0.040                       |
| هولندا                   | 512                                                              | 509.1                                    | 0.0994                      | 300.5                                         | 0.0587                      | 208.6                                         | 0.0407                      |
| كندا                     | 834.4                                                            | 743.68                                   | 0.089                       | 531.2                                         | 0.064                       | 212.48                                        | 0.025                       |
| أيرلندا                  | 148.6                                                            | 117.94                                   | 0.079                       | 20                                            | 0.0135                      | 97.94                                         | 0.0659                      |
| السويد                   | 300.8                                                            | 230.9                                    | 0.077                       | 71.9                                          | 0.024                       | 159                                           | 0.053                       |
| فنلندا                   | 162                                                              | 89.5                                     | 0.055                       |                                               |                             |                                               |                             |
| هونغ كونغ                | 158.6                                                            | 85.89                                    | 0.054                       | 6.41                                          | 0.004                       | 79.48                                         | 0.05                        |
| السعودية                 | 188.5                                                            | 97.5                                     | 0.052                       |                                               |                             |                                               |                             |
| سويسرا                   | 309.5                                                            | 157.9                                    | 0.051                       |                                               |                             |                                               |                             |
| الدنمارك                 | 212.4                                                            | 100.9                                    | 0.0475                      |                                               |                             |                                               |                             |
| ألمانيا                  | 2400                                                             | 1،071                                    | 0.0446                      |                                               |                             |                                               |                             |
| المملكة المتحدة          | 1795                                                             | 795.2                                    | 0.0443                      | 140.3                                         | 0.0078                      | 654.9                                         | 0.036                       |
| تايوان                   | 293.2                                                            | 110                                      | 0.038                       | 50                                            | 0.017                       | 60                                            | 0.021                       |
| الإمارات العربية المتحدة | 70.96                                                            | 25                                       | 0.035                       |                                               |                             |                                               |                             |
| الولايات المتحدة         | 10،880                                                           | 2،875                                    | 0.026                       |                                               |                             |                                               |                             |
| جمهورية التشيك           | 85                                                               | 19                                       | 0.0224                      |                                               |                             |                                               |                             |
| بلغاريا                  | 302                                                              | 65.37                                    | 0.0216                      |                                               |                             |                                               |                             |
| سنغافورة                 | 91.34                                                            | 15                                       | 0.016                       |                                               |                             |                                               |                             |
| اليابان                  | 173                                                              | 21.3                                     | 0.0123                      |                                               |                             |                                               |                             |
| اليابان                  | 4326                                                             | 580                                      | 0.013                       | 500                                           | 0.012                       | 80                                            | 0.0018                      |
| إسبانيا                  | 836.1                                                            | 3.713                                    | 0.00007                     |                                               |                             |                                               |                             |
| إيطاليا                  | 1466                                                             | 120.13                                   | 0.0082                      |                                               |                             |                                               |                             |
| آيسلندا                  | 10.5                                                             | 2.5                                      | 0.0238                      |                                               |                             |                                               |                             |
| البرتغال                 | 149                                                              | 10.45                                    | 0.0070                      |                                               |                             |                                               |                             |
| الصين القارية            | 1410                                                             | 95.07                                    | 0.0067                      |                                               |                             |                                               |                             |
| الهند                    | 599                                                              | 183                                      | 0.0031                      |                                               |                             |                                               |                             |
| فرنسا                    | 1748                                                             | 54.84                                    | 0.0031                      |                                               |                             |                                               |                             |

### مبالغ تعهد على أساس الفرد
– طريقة أخرى للنظر في الأرقام.
| البلد                    | السكان (يوليو 2004 أو قبل ذلك) انظر | المساعدة (المجموع) (ملايين دولار أمريكي) | نصيب الفرد (دولار أمريكي) | المساعدة من قبل الحكومة (ملايين دولار أمريكي) | نصيب الفرد (دولار أمريكي) | المساعدة من قبل الجمهور (ملايين دولار أمريكي) | نصيب الفرد (دولار أمريكي) |
| ------------------------ | ----------------------------------- | ---------------------------------------- | ------------------------- | --------------------------------------------- | ------------------------- | --------------------------------------------- | ------------------------- |
| أستراليا                 | 19،913،144                          | 1،322                                    | 66.38                     | 1،099                                         | 55.19                     | 223.4                                         | 11.22                     |
| النرويج                  | 4،574،560                           | 265.1                                    | 57.95                     | 175.3                                         | 38.32                     | 89.8                                          | 19.63                     |
| الكويت                   | 2،257،549                           | 100                                      | 44.3                      |                                               |                           |                                               |                           |
| ليختنشتاين               | 32،528                              | 1.2                                      | 36.89                     |                                               |                           |                                               |                           |
| هولندا                   | 16،318،199                          | 509.1                                    | 31.20                     | 300.5                                         | 18.42                     | 208.6                                         | 12.78                     |
| أيرلندا                  | 3،939،558                           | 117.94                                   | 29.94                     | 20                                            | 5.08                      | 97.94                                         | 24.86                     |
| قطر                      | 840،290                             | 20                                       | 23.80                     |                                               |                           |                                               |                           |
| كندا                     | 32،507،874                          | 743.68                                   | 22.88                     | 531.2                                         | 16.34                     | 212.48                                        | 6.54                      |
| سويسرا                   | 7،450،867                           | 157.9                                    | 21.19                     |                                               |                           |                                               |                           |
| السويد                   | 9،010،627                           | 230.9                                    | 25.63                     | 71.9                                          | 7.97                      | 159                                           | 17.64                     |
| فنلندا                   | 5،214،512                           | 89.5                                     | 17.16                     |                                               |                           |                                               |                           |
| الدنمارك                 | 5،413،392                           | 87.5                                     | 16.16                     |                                               |                           |                                               |                           |
| المملكة المتحدة          | 60،270،708                          | 795.7                                    | 13.20                     | 140.3                                         | 2.33                      | 654.9                                         | 10.87                     |
| هونغ كونغ                | 6،855،125                           | 85.89                                    | 12.529                    | 6.41                                          | 0.935                     | 79.48                                         | 11.594                    |
| ألمانيا                  | 82،424،609                          | 992                                      | 12.04                     |                                               |                           |                                               |                           |
| الولايات المتحدة         | 293،027،571                         | 2،875                                    | 9.81                      |                                               |                           |                                               |                           |
| آيسلندا                  | 293،966                             | 2.5                                      | 8.50                      |                                               |                           |                                               |                           |
| الإمارات العربية المتحدة | 2،523،915                           | 20                                       | 7.92                      |                                               |                           |                                               |                           |
| تايوان (جمهورية الصين)   | 22،191،087                          | 110                                      | 4.96                      | 50                                            | 2.25                      | 60                                            | 2.71                      |
| اليابان                  | 127،333،002                         | 580                                      | 4.55                      | 500                                           | 3.93                      | 80                                            | 0.63                      |
| سنغافورة                 | 4،353،893                           | 15                                       | 3.45                      |                                               |                           |                                               |                           |
| بلغاريا                  | 10،348،276                          | 24.9                                     | 2.41                      |                                               |                           |                                               |                           |
| إيطاليا                  | 58،057،477                          | 125                                      | 2.15                      |                                               |                           |                                               |                           |
| اليابان                  | 10،647،529                          | 21.6                                     | 2.03                      |                                               |                           |                                               |                           |
| جمهورية التشيك           | 10،246،178                          | 19                                       | 1.85                      |                                               |                           |                                               |                           |
| إسبانيا                  | 40،280،780                          | 73.1                                     | 1.81                      |                                               |                           |                                               |                           |
| السعودية                 | 25،795،938                          | 30                                       | 1.16                      |                                               |                           |                                               |                           |
| البرتغال                 | 10،524،145                          | 10.9                                     | 1.04                      |                                               |                           |                                               |                           |
| فرنسا                    | 60،424،213                          | 57                                       | 0.94                      |                                               |                           |                                               |                           |
| الصين القارية            | 1،298،847،624                       | 63                                       | 0.05                      |                                               |                           |                                               |                           |
| الهند                    | 1،065،070،607                       | 23                                       | 0.02                      |                                               |                           |                                               |                           |

### آسيا والمحيط الهادئ
| أستراليا                                       | - الحكومة الفيدرالية — بعد الالتزام وتوزيع تعهد أولي بقيمة 10 ملايين دولار أسترالي (7.7 مليون دولار أمريكي) على المساعدات الدولية، أعلنت حكومة أستراليا يومي 29 و31 ديسمبر أنه سيتم الالتزام بصرف دفعتين إضافيتين بقيمة 25 مليون دولار أسترالي (18.1 مليون دولار أمريكي) لكل منهما: 10 ملايين دولار أسترالي لمنظمات الإغاثة، و10 ملايين دولار أسترالي لإندونيسيا، و5 ملايين دولار أسترالي (3.6 مليون دولار أمريكي) لسريلانكا. وأشار وزير الخارجية ألكسندر داونر إلى أن أستراليا ستقدم المزيد من المساعدات حسب الحاجة. في 5 يناير في جاكرتا، أعلن رئيس الوزراء جون هوارد عن حزمة مساعدات أسترالية بقيمة مليار دولار أسترالي لإندونيسيا (766.89 مليون دولار أمريكي)، وهو ما يتجاوز بكثير نصف المليار المتوقع. تتكون حزمة المساعدات الثنائية بالتساوي من مساعدات المنح والتمويل الميسر للغاية. في 11 يناير، تم الإعلان عن مساعدة قدرها 500000 دولار أسترالي لسيشل، ليصل إجمالي المساعدة النقدية للحكومة الفيدرالية إلى 1،060،500،000 دولار أسترالي. انتقد البنك الدولي أستراليا لعدم شفافيتها الكافية وقال إن جزءًا صغيرًا فقط من الأموال كان مخصصًا حقًا للضحايا. - حكومات الولايات — وتعهدت حكومات إقليم العاصمة الأسترالية، ونيوساوث ويلز، والإقليم الشمالي، وكوينزلاند، وجنوب أستراليا، وفيكتوريا، وغرب أستراليا بتقديم مساعدات مالية إجمالية قدرها 17.45 مليون دولار أسترالي (13.6 مليون دولار أميركي). - عسكري/مهني — كجزء من المساعدات الأسترالية، عملت قوات الدفاع الأسترالية (ADF) على نطاق واسع في المنطقة، جنبًا إلى جنب مع القوات الأمريكية. عمل ما يزيد عن 900 فرد غير مسلح في إندونيسيا، بما في ذلك 15 مراقب حركة جوية يديرون جهود الإغاثة الضخمة في آتشيه. ساعدت ثماني طائرات سي-130 هيركوليز تابعة لسلاح الجو الملكي الأسترالي في عمليات التنظيف الضخمة في إندونيسيا. نقلت أربع طائرات هيركوليز مخازن داخل إندونيسيا، بينما أنشأت أربع طائرات أخرى جسرًا جويًا لنقل المواد والأفراد من أستراليا. عند اندلاع الكارثة، تم إرسال ثلاث طائرات على الفور، محملة بالأساسيات مثل الإمدادات الطبية ووحدات تنقية المياه والبطانيات والمياه المعبأة. كما تم إرسال سفينة النقل البرمائية سفينة حربية بريطانية كانيمبلا التابعة للبحرية الملكية الأسترالية من سيدني عشية رأس السنة الجديدة، للوصول إلى إندونيسيا في 13 يناير، وعلى متنها طائرتا هليكوبتر من طراز إتش-3 سي كينج. علاوة على ذلك، عملت أربع طائرات هليكوبتر من طراز يو إتش-1 إركويس تابعة للجيش الأسترالي في آتشيه، حيث أنشأت قوات الدفاع الأسترالية مستشفى ميدانيًا ومحطة مياه. كما أرسلت الشرطة الاتحادية الأسترالية فرقًا ميدانية، لا سيما في تايلاند، بما في ذلك فرق التعرف على الجثث. وأُرسلت فرق من الأطباء والمسعفين، داعيةً إلى متطوعين مستعدين وراغبين في السفر جوًا إلى المناطق المتضررة لتقديم المزيد من المساعدة في عمليات الإغاثة وإعادة الإعمار. واستجابةً لطلب من حكومة المالديف، أرسلت أستراليا خبراء بيئيين لإصلاح الشعاب المرجانية - شريان الحياة للسياحة المالديفية - ومعلمين لإعادة تأهيل المدارس. وتُقدر تكلفة هذا الدعم الإضافي بأكثر من 60 مليون دولار أسترالي (46.5 مليون دولار أمريكي)، وتتولى إدارته هيئة إدارة الطوارئ الأسترالية (EMA). - عامة/شركات — اتخذت شبكات التلفزيون التجارية الرئيسية الثلاث في أستراليا، وهي شبكة سفن وناين نتورك وشبكة 10، خطوة غير مسبوقة بتجميع الموارد لتنظيم حفل موسيقي خاص تم بثه في 8 يناير. تم بث الحفل في وقت واحد على جميع الشبكات الثلاث وفي معظم العواصم على شبكة تيليثون إم الإذاعية، وكان عرضًا استثنائيًا للتضامن والتعاون في أسواق التلفزيون والإذاعة التجارية التي عادة ما تكون شديدة التنافس (انظر Australia Unites: Reach Out To Asia). اعتبارًا من نهاية البث، بلغ المبلغ الذي تم جمعه/التعهد به 15،198،349.53 دولارًا أستراليًا، ومع ذلك ظلت خطوط الهاتف مفتوحة وبلغ إجمالي الحصيلة النهائية أكثر من 20 مليون دولار أسترالي. تم انتقاد الاستجابة العامة للشركات باعتبارها غير كافية، لا سيما بالنظر إلى الأرباح الوفيرة. جمع الجمهور الأسترالي ما لا يقل عن 190 مليون دولار أسترالي (143.37 مليون دولار أمريكي). وكعلامة على احترام ضحايا الكارثة، تم تخفيف احتفالات ليلة رأس السنة الجديدة في جميع أنحاء البلاد أو إلغاؤها. معظم تلك الاحتفالات التي أقيمت بالفعل نظّمت جمع تبرعات للجمعيات الخيرية في محاولة لتجنب الانتقادات. وقد جمع أكبر احتفال برأس السنة الجديدة في أستراليا، والذي أقيم في سيدني وحده، أكثر من 1.1 مليون دولار أسترالي لهذه القضية. |
| كمبوديا                                        | تبرعت الحكومة الملكية الكمبودية بمبلغ 40،000 دولار أمريكي: 10،000 دولار أمريكي لكل منهما للهند وإندونيسيا وسري لانكا وتايلاند. |
| الصين (PRC)                                    | أرسلت حكومة الصين رنمينبي 521.63 مليون (63 مليون دولار أمريكي) إلى جنوب وجنوب شرق آسيا. كانت التبرعات الإجمالية من الجمهور الصيني تصل إلى ما لا يقل عن 500 مليون يوان. |
| هونغ كونغ، م ج ص ش إ خ (جمهورية الصين الشعبية) | حتى 7 يناير 2005، تبرع مواطنو هونغ كونغ بمبلغ إجمالي قدره 560 مليون دولار هونغ كونغي (71.8 مليون دولار أمريكي). أعلنت شركة هوتشيسون وامبوا المحدودة ومؤسسة لي كا شينغ في هونغ كونغ في 28 ديسمبر 2004 عن تبرعهما بمبلغ 24 مليون دولار هونغ كونغي (3.08 مليون دولار أمريكي) لصندوق الإغاثة. وتعهدت الفنانة كارين جوي موريس (المعروفة أيضًا باسم كارين مان واي موك) بالتبرع بمبلغ 200 ألف دولار هونغ كونغي (مينغ باو). كما تعهد فنانو فرقة EEG بالتبرع بمبلغ إجمالي قدره 630 ألف دولار هونغ كونغي. وتبرع السير رون رون شو بمبلغ 10 ملايين دولار هونغ كونغي. تبرع نادي هونغ كونغ للفروسية بمبلغ 10 ملايين دولار هونغ كونغي، ودولار هونغ كونغي واحد مقابل كل دولار تلقاه من المتبرعين (الهدف هو 10 ملايين دولار هونغ كونغي كحد أدنى). تبرعت شركة إم آر تي بمبلغ 0.5 دولار هونغ كونغي لكل رحلة ركاب في 2 يناير 2005، ليصل إجمالي المبلغ إلى مليون دولار هونغ كونغي. كما تبرعت شركة KCR بجميع أجور السفر التي جُمعت خلال تمديد خدمات القطارات لأربع ساعات في 1 يناير 2005. جمع الصليب الأحمر في هونغ كونغ 100 مليون دولار هونغ كونغي (الهدف العالمي 46 مليون دولار أمريكي / 360 مليون دولار هونغ كونغي). أوقفت منظمة أطباء بلا حدود جمع التبرعات لضحايا تسونامي، وطلبت من المتبرعين التبرع لبرامجها الأخرى. جمعت منظمة الرؤية العالمية في هونغ كونغ 50 مليون دولار هونغ كونغي. جمع برنامج تلفزيوني منوعات على شبكتي تي في بي وآر تي إتش كيه في 2 يناير 2005 مبلغ 40 مليون دولار هونغ كونغي. انطلقت العديد من المنظمات غير الحكومية والشركات والأفراد إلى البلدان المتضررة لتقديم المساعدة. أرسلت حكومة هونغ كونغ 120 موظفًا لمساعدة سكان هونغ كونغ والبحث عن الأشخاص المفقودين. وقفت فرق الشرطة والطبية لتقديم المساعدة. تحديث: بحلول 3 ديسمبر/كانون الأول 2005، تمكن الصليب الأحمر في هونج كونج بالفعل من جمع 620 مليون دولار هونج كونج. |
| ماكاو، م ج ص ش إ خ (جمهورية الصين الشعبية)     | جمع الصليب الأحمر ماكاو الباتاكا الماكاوية 35 م. |
| الهند                                          | - حكومة الهند — تعهدت الحكومة الفيدرالية بتقديم مليار روبية هندية (23 مليون دولار أمريكي) لسريلانكا وجزر المالديف، بالإضافة إلى سفن حربية وطائرات لتوزيع إمدادات الإغاثة. وخُصصت ميزانية اتحادية قدرها 7 مليارات روبية هندية (160 مليون دولار أمريكي) للتوزيع الفوري على المقاطعات الهندية المتضررة. - الجيش — كجزء من عمليات الإنقاذ والإغاثة الهندية، نشرت البحرية الهندية وخفر السواحل الهندي 32 سفينة حربية وسبع طائرات و20 مروحية في منطقة المحيط الهندي. وكان هذا جزءًا من عمليات مختلفة مثل عملية مداد (في ولايتي أندرا براديش وتاميل نادو الهنديتين)، وعملية أمواج البحر (في الأراضي الهندية لجزر أندامان ونيكوبار)، و"عملية كاستور" (في جزر المالديف)، و"عملية قوس قزح" (في سريلانكا)، و"عملية غامبير" (في إندونيسيا). كما تمكنت مجموعة بحرية هندية من بدء عمليات الإنقاذ في الدول المجاورة في غضون 12 ساعة من وقوع التسونامي، وكانت أول بحرية أجنبية تصل إليها. - عام — شارك مواطني الهند والعديد من المنظمات غير الحكومية بنشاط في توفير مواد الإغاثة والأعمال الخيرية للشعب المنكوب تسونامي. |
| اليابان                                        | قدمت الحكومة اليابانية مساعدات بقيمة 500 مليون دولار أمريكي للدول المتضررة. وأُرسلت فرق طبية طارئة إلى إندونيسيا وسريلانكا وتايلاند وجزر المالديف. اليابان، ثاني أكبر مانح للمساعدات الإنمائية الرسمية (ODA) في العالم، أرسلت أيضًا سفنًا تابعة لقوات الدفاع الذاتي اليابانية قبالة شمال سومطرة لتقديم المساعدات. وصدرت أوامر بالفعل للقوات البرية والجوية والبحرية بالاستعداد. |
| ماليزيا                                        | أرسلت ماليزيا فرق إنقاذ إلى الخارج حيث كانت الأضرار المحلية ضئيلة مما أتاح لفريق الإنقاذ الماليزي الخاص (SMART) السفر إلى إندونيسيا. تم إرسال وحدة مشتركة مكونة من 73 فردًا من فريق الإنقاذ الماليزي الخاص، وإدارة الإطفاء والإنقاذ إلى ميدان مع الطعام والأدوية والملابس لحوالي 2000 ضحية. كما تم إرسال فريق أطباء عسكريين إضافيين في طائرة CN 235 وطائرة هليكوبتر إلى آتشيه. يتم إرسال المزيد من المساعدات باستخدام طائرة النقل سي-130 هيركوليس، كما سافرت هيئة تطوعية للإغاثة الإنسانية تتكون من أطباء وممرضات إلى سريلانكا. يوجد حاليًا فريقان متمركزان في مستشفى كيسدام العسكري، أحد المستشفيين الناجين في باندا آتشيه. كما فتحت ماليزيا مجالها الجوي ومطارين، مطار سوبانج ومطار لانكاوي الدولي لعمليات الإغاثة وتعمل كقاعدة انطلاق لإرسال إمدادات الإغاثة إلى آتشيه. |
| نيوزيلندا                                      | - الحكومة — أعلنت حكومة نيوزيلندا أنها ستبرع 10 مليون نيوزيلندي (7.2 مليون دولار أمريكي). في 18 يناير، أعلنت حكومة نيوزيلندا عن زيادة في المساعدات إلى ما مجموعه 68 مليون نيوزيلندي (47.2 مليون دولار أمريكي)، بما في ذلك التزامها الأولي 10 ملايين نيوزيلندي. تشمل استجابة الحكومة 20 مليون دولار (18.4 مليون دولار) لجهود الإغاثة من الأمم المتحدة، و 20 مليون نيوزيلندي (18.4 مليون دولار) للعمل في ACEH وأجزاء أخرى من سومطرة من خلال برنامج مساعدة ثنائية في إندونيسيا و NZD19 مليون (17.5 مليون دولار) من أجل التبرع العام للدولة الجديدة. - الجيش — كما أُرسلت طائرة هيركوليس سي-130 تابعة لسلاح الجو الملكي النيوزيلندي (RNZAF)، بالتعاون مع سلاح الجو الملكي الأسترالي، لإجلاء ونقل إمدادات الإغاثة. كما أرسلت نيوزيلندا طائرة 757 تابعة لسلاح الجو الملكي النيوزيلندي إلى بوكيت، تايلاند، وعلى متنها فريق متخصص في تحديد هوية الضحايا. وقد واجهت الطائرة، التي يبلغ عمرها 38 عامًا، صعوبات فنية بالغة، واضطرت في عدة مناسبات إلى إيقاف جهود الإغاثة. - عام — أعلنت حكومة نيوزيلندا أيضًا أنها ستتطابق مع الدولار مقابل الدولار، وهو المبلغ الذي تعهد به مواطنيها لمختلف المؤسسات الخيرية. اعتبارا من 18 يناير 2005، فإن هذا يعادل 19 مليون دولار نيوزيلندي. |
| كوريا الشمالية                                 | تعهدت حكومة كوريا الشمالية 150،000 دولار أمريكي. |
| باكستان                                        | - حكومة باكستان أعلنت عن حزمة إغاثة بقيمة 10 ملايين دولار (0.2 مليون دولار أمريكي) لضحايا زلزال سري لانكا. يتكون هذا من سلع مثل الخيام والأدوية ومياه الشرب والمواد الغذائية. - الجيش خططت باكستان لإرسال 500 من أفراد عسكريين في فرق طبية وهندسة إلى إندونيسيا وسري لانكا. - غادرت طائرتان من طراز سي-130 محملتان بالمواد الإغاثية و250 طبيبًا ومهندسًا إلى إندونيسيا وسريلانكا لكل منهما. وستطير ست طائرات أخرى من طراز سي-130 إلى إندونيسيا في غضون أسبوع للمساعدة في أعمال الإغاثة، وكانت طائرتا هليكوبتر من طراز سيكنغ على متن سفينة البحرية الباكستانية موين في سريلانكا لتقديم الدعم اللوجستي.[بحاجة لمصدر] - أُرسلت سفينتا البحرية خيبر ومؤاوان إلى سريلانكا. وعلى متن هاتين السفينتين، كانت ثلاث طائرات هليكوبتر وقوة مشاة بحرية وأطباء ومسعفين. إلى جانب ذلك، أُرسلت مواد إغاثة - أدوية ومعدات طبية وإمدادات غذائية وخيام وبطانيات - بكميات هائلة. أنقذت سفينتا البحرية الباكستانية طارق ونصر، اللتان كانتا في زيارة ودية إلى جزر المالديف، 367 سائحًا أجنبيًا يمثلون 17 جنسية وأجرتا مسوحات جوية لتقييم مدى الضرر ووزعتا الطعام والأدوية وقدمتا المساعدة الطبية. وصلت فرقة العمل التابعة للبحرية الباكستانية إلى ميناء كولومبو لتقديم المساعدة الإنسانية ومواد الإغاثة إلى حكومة سريلانكا. وقد سمى بيان للعلاقات العامة للجيش الباكستاني (البحرية) هنا يوم الثلاثاء قائد فرقة العمل العميد إحسان سعيد وتألفت من سفينة البحرية الباكستانية موين، وهي سفينة دعم لوجستي على متنها طائرتا هليكوبتر من طراز سيكينج، وبي إن إس خيبر، وهي مدمرة صواريخ موجهة تحمل مروحية واحدة من طراز ألوتي. ولدى وصولها، استقبل مسؤولون من البعثة الباكستانية في كولومبو ومسؤولون محليون من البحرية السريلانكية السفن.[بحاجة لمصدر] لدى وصوله، عقد اجتماع للتنسيق على متن بي إن إس موين بين مسؤولي البحرية في سري لانكا، والمفوض السامي في باكستان إلى سري لانكا وقائد مهمة البحرية الباكستانية العميد إكسان سعيد لمناقشة طريقة عمل الإغاثة. |
| سنغافورة                                       | تعهدت حكومة سنغافورة بمبلغ 5 ملايين دولار سنغافوري لجهود الإغاثة في البداية، بما في ذلك مليون دولار سنغافوري نقدا لجمعية الصليب الأحمر في سنغافورة. شملت عملية الإغاثة الإنسانية في سنغافورة، "عملية الطيران النسر"، أكثر من 1200 من أفراد الدفاع العسكري والمدني — 900 منهم في آتشيه، إندونيسيا. قدرت المساعدة الإنسانية التي تقدمها فرقها العسكرية والطبية والإنقاذ بتكلفة 20 مليون دولار سنغافوري. كما عرضت سنغافورة إعادة بناء المستشفيات والعيادات في آتشيه. نشرت القوات المسلحة السنغافورية ثلاث سفن إنزال من فئة "إندورانس"—وهي "آر إس إس إندورانس" و"آر إس إس بيرسيستنس" و"آر إس إس إنديفور"—قبالة ساحل ميولابوه، إحدى أكثر المناطق تضررًا حيث انقطعت جميع الطرق. وكان على متن هذه السفن فرق طبية وهندسية ومتطوعون من منظمات غير حكومية. كما حُملت السفن بإمدادات طبية ومعدات ثقيلة للمساعدة في تنظيف الطرق وإزالة الأنقاض. كما أرسلت ست طائرات هليكوبتر من طراز شينوك وطائرتي هليكوبتر من طراز سوبر بوما إلى آتشيه، وطائرتي هليكوبتر من طراز شينوك وطائرتي هليكوبتر من طراز سوبر بوما إلى بوكيت، تايلاند. كما أُرسلت طائرات C130 لنقل إمدادات الإغاثة إلى المناطق المتضررة من التسونامي. |
| كوريا الجنوبية                                 | تعهدت حكومة كوريا الجنوبية بمبلغ 1.4 مليون دولار أمريكي إضافي في 28 ديسمبر 2004 بالإضافة إلى عرض سابق لدعم 600000 دولار أمريكي. تم إرسال فريق مساعدات طارئ من 20 شخصًا يتكون من 5 أخصائيين طبيين وممرضات وموظفين إداريين إلى سريلانكا من قبل وزارة الصحة والرفاهية الكورية ومجموعة المساعدة الطبية. في 29 ديسمبر، اتبعت الشحنة مع الطب واللوازم الطبية 200 مليون وون كوري جنوبي (192،000 دولار أمريكي). |
| جمهورية الصين، تايوان (جمهورية الصين)          | تعهدت حكومة تايوان بمبلغ 50.0 مليون دولار أمريكي للمساعدة للبلدان المتأثرة. إذا تم حساب التبرعات الخيرية الخاصة، فمن المتوقع أن تصل مساعدة الإغاثة من تايوان إلى 60 مليون دولار أمريكي. تشمل أشكال أخرى من المساعدات الإنسانية أكثر من 30،000 طن في إمدادات الطوارئ و 50 فريقًا طبيًا ليتم إرسالهم إلى المناطق المتأثرة. |
| تونغا                                          | تعهدت حكومة تونجا بتقديم 65 ألف دولار أميركي، وتبرع الشعب التونغي بمبلغ 22،887 دولارا أميركيا. |
| فانواتو                                        | - الحكومة — ساهمت حكومة فانواتو 5،000،000 فاتو فانواتي (47300 دولار أمريكي) لجهود الإغاثة. - عام — أقيم حفل موسيقي خيري في 8 يناير، والذي جمع 200 ألف فانواتو (1800 دولار أمريكي) لصالح جمعية الصليب الأحمر في فانواتو (كلاهما في عام 2011). |

### أوروبا
| النمسا          | أرادت الحكومة تقديم مساعدة بقيمة 50 مليون يورو (65.30 مليون دولار أمريكي)، لكنها أعطت 8.9 مليون يورو فقط في النهاية. |
| بلجيكا          | أرسلت الحكومة البلجيكية 12 مليون يورو (16.4 مليون دولار أمريكي). أرسلت منظمات مختلفة مثل آرتسن زوندر غرينزن فرقًا طبية. خلال المعرض الخيري في 14 يناير 2005، تم جمع وسائل الإعلام العامة والخاصة في بلجيكا أكثر من 38 مليون يورو. |
| بلغاريا         | خصصت الأكاديمية العسكرية البلغارية للطب 200،000 ليف بلغاري (100،000 يورو) من المساعدات إلى إندونيسيا وسري لانكا في شكل الأدوية ومعدات الطوارئ. أرسل الصليب الأحمر البلغاري ووكالة الطوارئ الوطنية معدات الطوارئ والأدوية والملاجئ. |
| كرواتيا         | قررت الحكومة الكرواتية تخصيص رينغيت ماليزي 4 مليون (520،000 يورو) للحصول على مساعدة للمنطقة المنكوبة (المبلغ المطلوب تقسيمه بالتساوي بين الهند وسري لانكا وإندونيسيا وتايلاند). ساهم الصليب الأحمر الكرواتي مع رينغيت ماليزي 4.8 مليون (630،000 يورو) من التبرعات العامة. |
| جمهورية التشيك  | قدمت الحكومة التشيكية مساعدات بقيمة 200 مليون كرونة تشيكية (6.5 مليون يورو أو 8.7 مليون دولار أمريكي) بأشكال مختلفة. وتجاوزت التبرعات العامة 230 مليون كرونة تشيكية، أي ما يعادل حوالي 10 ملايين دولار أمريكي. وبهذا، أصبحت التشيك من أبرز المانحين من دول الكتلة الشرقية السابقة. |
| الدنمارك        | أعطت الحكومة الدنماركية المساعدات بقيمة 300 م (40.38 مليون يورو). وقال رئيس الوزراء الدنماركي أندرس فوغ راسموسن إن الدنمارك ستزيد من هذا المبلغ إذا اعتبرت منظمات الأمم المتحدة أو منظمات الإغاثة في حالات الطوارئ. |
| فنلندا          | لقد سلمت الحكومة الفنلندية بالفعل 4.5 مليون يورو لمساعدة ضحايا تسونامي، سيتم منح 5.5 مليون يورو لمساعدة منظمات المساعدات عند طلبها. بالإضافة إلى ذلك، سيتم إرسال 75000 يورو ومستشفى ميداني من الصليب الأحمر الفنلندي و 25000 يورو من منظمة إنقاذ الطفولة فنلندا. |
| فرنسا           | أعلنت وزارة الخارجية في 29 ديسمبر أنه تم التعهد 22.16 مليون يورو. تم تخصيص 15 مليون يورو لوكالات الأمم المتحدة والصليب الأحمر، في حين يجب استخدام 1.56 مليون يورو للمساعدة الفورية. جزء آخر من 5.6 مليون يورو من هذا المبلغ هو أول مشاركة فرنسية للمساعدة الأوروبية. تم تعهد 20 مليون يورو في 30 ديسمبر، ومعظمهم من أجل منشآت المياه النظيفة. تم تقديم 100000 يورو من قبل وزارة الشؤون الخارجية في 27 ديسمبر، وتم إرسال طائرة تضم 100 موظف إنقاذ و 800 كجم من الإمدادات الطبية. |
| ألمانيا         | خصصت الحكومة الألمانية مبدئيًا 20 مليون يورو (26 مليون دولار أمريكي) للمساعدات الفورية. وفي 28 ديسمبر، أُرسلت فرق استجابة سريعة تابعة لمنظمة الإغاثة التقنية الحكومية (الهيئة الاتحادية للإسناد التقني) إلى تايلاند وسريلانكا لأغراض الإنقاذ، إلى جانب معدات لتنقية مياه الشرب لتركيبها في غالي (سريلانكا). كما أُرسلت معدات إضافية لتنقية المياه إلى جزر المالديف وإندونيسيا في الأيام الأولى من عام 2005. وخلال الأسابيع الأخيرة، أُرسلت عدة وحدات طبية وداعمة من القوات المسلحة الألمانية إلى المنطقة، بما في ذلك فرقاطة داعمة وعمليات إجلاء طبي جوي. وانضمت القوات الأسترالية والألمانية لبناء مستشفى ميداني واسع النطاق في موقع الكارثة. واقترح المستشار الألماني غيرهارد شرودر إعفاء الدول الأكثر تضررًا من ديونها، ووضع خطة تقوم بموجبها كل دولة من دول الاتحاد الأوروبي "بتبني" إحدى الدول الأكثر تضررًا (مع العلم أن كلمة التبني أو الأبوة الروحية في اللغة الألمانية تحمل دلالة أقل إهانة من الكلمة الإنجليزية) وضمان تقديم مساعدات طويلة الأمد. تجاوزت تبرعات المؤسسات الخيرية الألمانية (برامج تلفزيونية، تبرعات خاصة) 400 مليون دولار أمريكي حتى 5 يناير/كانون الثاني 2005. كما ستقدم الحكومة الألمانية 500 مليون يورو على مدى فترة تتراوح بين 3 و5 سنوات كمساعدات طويلة الأجل. |
| اليونان         | خصصت اليونان 0.3 مليون يورو (0.4 مليون دولار أمريكي) لجزر المالديف وسري لانكا، وحملت طائرتان لتلك البلدان التي تزيد عن 6 أطنان من المواد الإنسانية. جمع الشعب اليوناني أكثر من 15 مليون يورو (19.9 مليون دولار أمريكي) من خلال تبرعات خاصة خلال ماراثون خيري تلفزيوني، شمل مزادًا على أشياء تذكارية من دورة الألعاب الأولمبية في أثينا وبطولة كأس الأمم الأوروبية 2004، بالإضافة إلى قلم حبر جاف لرئيس الجمهورية اليونانية المتقاعد. وأضافت الحكومة اليونانية مليون يورو (1.3 مليون دولار أمريكي) إلى المبلغ الأولي. |
| المجر           | أرسلت المجر فريقًا طبيًا وإنقاذًا مكونًا من 10 حاويتين وعشرة منصات من سلع الطوارئ إلى تايلاند وسري لانكا. |
| آيسلندا         | تعهدت الحكومة الأيسلندية بتقديم 5 ملايين كرونة أيسلندية (70،000 دولار أمريكي) للصليب الأحمر الأيسلندي لضمان وصول الأموال إلى الجهات المعنية. وفي 28 ديسمبر/كانون الأول 2004، غادرت طائرة تابعة لشركة "لوفتليداير أيسلندا" (شركة تابعة لشركة "فلوجليداير") جزيرة بوكيت أيسلندا لنقل الناجين السويديين. كما أُرسل ما يقل قليلاً عن 10 أطنان من مياه الينابيع الأيسلندية، من إنتاج شركة "أولجردين إيجيل سكالاجريمسون". وفي 7 يناير، أعلنت الحكومة الأيسلندية أن إجمالي مساهمة الشركة في كارثة الزلزال في آسيا بلغ 150 مليون كرونة أيسلندية (2.5 مليون دولار أمريكي). |
| أيرلندا         | تعهدت الحكومة الأيرلندية بتقديم 20 مليون يورو (26.12 مليون دولار أمريكي) استجابةً لكارثة الزلزال في جنوب آسيا، وقد مُنحت معظم هذه الأموال لمنظمات الإغاثة الأيرلندية والأمم المتحدة. في أعقاب الكارثة مباشرةً، سارع الجمهور الأيرلندي إلى جمع التبرعات، في الشوارع والكنائس والمدارس ومراكز التسوق، بالإضافة إلى العديد من المبادرات الأخرى، مثل مبادرة "اعمل يوميًا مجانًا"، حيث تبرع العديد من العمال في جميع أنحاء البلاد بأجور يوم عمل واحد لصندوق الإغاثة من الكوارث. كما تم جمع ما يُقدر بمليون يورو من الحانات والفنادق. وأُقيمت مئات الفعاليات الأخرى في جميع أنحاء البلاد. جمعت مختلف الجمعيات الخيرية الأيرلندية أكثر من 75 مليون يورو بحلول 18 مارس/آذار 2005 من الجمهور استجابةً للكارثة، حيث جمعت كلٌ من منظمة الصليب الأحمر الأيرلندي ومنظمة "كونسيرن" ومنظمة "جول" عدة ملايين. أما جمعية "تروكير" الخيرية الكنسية، فقد جمعت وحدها 27 مليون يورو خلال عطلة نهاية أسبوع واحدة فقط. المصدر: صحيفة "آيريش تايمز" بتاريخ 18 مارس/آذار 2005. |
| إيطاليا         | أرسل مؤتمر الأساقفة الإيطاليين مبلغ 100 ألف يورو (جزء من تبرع بقيمة 1.7 مليون دولار أمريكي من مؤسسة كاريتاس الدولية) وجمع التبرعات الوطنية. وقد نجحت جهود جمع الأموال الخاصة التي نسقتها الصحف وشركات الهاتف في جمع أكثر من 12.6 مليون يورو. تعهدت الحكومة بتقديم 3 ملايين يورو (3.9 مليون دولار أمريكي). وحتى 31 ديسمبر/كانون الأول، وصلت خمس رحلات جوية إيطالية إلى سريلانكا تحمل فريقًا متقدمًا من ثمانية خبراء من إدارة الحماية المدنية الإيطالية، محملةً بخمسين طنًا من المعدات والسلع (مستشفيان ميدانيان، وعشرون طبيبًا وطاقمًا طبيًا، ومجموعات طبية، ومطابخ ميدانية، ومضخات مياه، وخزانات مياه، وغيرها). |
| لوكسمبورغ       | أعلنت حكومة لوكسمبورغ أنها ستتبرع بما لا يقل عن 5 ملايين يورو (6.5 مليون دولار أمريكي) كمساعدات إنسانية. |
| مقدونيا         | مقدونيا التي كانت واحدة من أضعف الاقتصادات الأوروبية في ذلك الوقت مخصص 1.5 مليون يورو (1.9 مليون دولار أمريكي) للمناطق المتأثرة بالكارثة. تم توزيع المواد الإنسانية من قبل الصليب الأحمر المقدوني وكذلك الشركات الخاصة. كانت أرقام الهواتف من قبل جميع المشغلين مفتوحة للتبرعات الخاصة. كما تم تنظيم الأحداث الموسيقية وماراثون التليفزيون الخيري من قبل المذيع الوطني والتي تضمنت مزاد مقالات المشاهير المقدونية. وصلت بعض هذه المقالات، مثل صورة لملكة الموسيقى الرومانية المقدونية، ESMA، إلى ارتفاع أسعار المعايير المقدونية والأوروبية. |
| هولندا          | خصصت الحكومة الهولندية 227 مليون يورو (295 مليون دولار أمريكي) لمساعدة المناطق المتضررة. ونفذت طائرة من طراز كيه دي سي-10 تابعة للقوات الجوية الهولندية عدة مهام جوية إلى المناطق المتضررة، حيث وفرت إمدادات الطوارئ ووحدة مستشفى متنقلة. وأُرسل مراقبو حركة جوية عسكريون إلى باندا آتشيه للمساعدة في التعامل مع تدفق رحلات الإغاثة. كما ساعد فريق متخصص في تحديد هويات الطب الشرعي في تحديد هويات العشرات من ضحايا تسونامي في تايلاند. وخصص الصليب الأحمر الهولندي 100 ألف يورو (0.13 مليون دولار أمريكي) للمساعدات الطارئة. كما انطلقت عدة مبادرات خاصة، تراوحت بين دعوات للتبرع لمنظمة سامينويركيندي هولب جيرو) لجمع المواد الغذائية وغيرها من الإمدادات للمناطق المتضررة. وقد جمعت هذه المبادرات 160.5 مليون يورو (208.6 مليون دولار أمريكي). |
| النرويج         | خصصت الحكومة النرويجية 1.1 مليار كرونة نروجية (180 مليون دولار أمريكي) لتوزيعها على الأمم المتحدة والصليب الأحمر ومنظمات إغاثة أخرى. كما تعهد رئيس الوزراء بتوفير المزيد من الأموال حسب الحاجة لجهود الإغاثة التي تنسقها الأمم المتحدة. وأنشأت القوات الجوية الملكية النرويجية والخطوط الجوية الإسكندنافية رحلات جوية مكوكية لتوفير خدمات النقل في حالات الطوارئ بين تايلاند والدول الإسكندنافية طالما دعت الحاجة. ووُجّه نداء لإقناع الحكومة بتوفير مبلغ إجمالي قدره 10 مليارات كرونة نرويجية (1.64 مليار دولار أمريكي) من صندوق البترول النرويجي لمواجهة هذه الكارثة والكوارث المستقبلية. |
| بولندا          | تبرعت الحكومة البولندية بـ1 مليون زلوتي بولندي (0.3 مليون دولار أمريكي) للمنظمات غير الحكومية البولندية. |
| البرتغال        | وافقت الحكومة البرتغالية على 8 ملايين يورو (10.9 مليون دولار أمريكي) لمساعدة لضحايا المأساة. أرسلت البلاد طائرة مع لوازم الإغاثة إلى سري لانكا، وأعلنت الحكومة أن طائرة ثانية بمساعدات إنسانية سيتم إرسالها في الأيام المقبلة، هذه المرة إلى إندونيسيا. |
| رومانيا         | وافقت الحكومة الرومانية على 150،000 يورو من المساعدات الطبية والخيام والأسرة إلى جنوب آسيا. بالإضافة إلى ذلك، تم جمع 395،000 يورو من قبل الجمهور في Telethon، ليصل مجموعه إلى 545،500 يورو. |
| روسيا           | هبطت طائرتا نقل تابعتان لوزارة الطوارئ الروسية في سريلانكا في 27 ديسمبر/كانون الأول محملتين بمساعدات إنسانية. كانت الطائرتان تحملان 110 خيام و2200 بطانية بوزن إجمالي قدره 25 طنًا. كما أرسلت روسيا مروحية إنقاذ من طراز بو-105، حلّق على متنها رجال الإنقاذ فوق منطقة الكارثة، وبحثوا عن الضحايا وأجلوهم. أُرسلت طائرة أخرى في 30 ديسمبر/كانون الأول محملة بالخيام ومياه الشرب ومحطات تنقية المياه وغيرها من المساعدات الإنسانية. تبرعت مدينة بيسلان، مسرح أزمة رهائن المدارس عام 2004، بمبلغ مليون روبل روسي (36000 دولار أمريكي) من الصندوق الذي أُنشئ بعد عملية احتجاز الرهائن الجماعية. في 11 يناير/كانون الثاني، أرسلت روسيا معدات مستشفى ميداني إلى إندونيسيا. تم نقل ما يقرب من 150 طناً من المساعدات الإنسانية جواً إلى سريلانكا وتايلاند وإندونيسيا في الفترة من 27 ديسمبر/كانون الأول إلى 10 يناير/كانون الثاني 2005. وتضمنت الشحنات الإنسانية، التي قدمت بيلاروس جزءاً منها، الخيام والبطانيات والفراش وأجهزة تنقية المياه والدقيق. |
| صربيا           | وافقت الحكومة الصربية على التسليم الفوري لـ 40 طنًا من المساعدات الإنسانية بقيمة 150،000 يورو. وتم توفير طائرتين من طراز أفيوجينكس للتسليم. وجمع مهرجان إيكزت الموسيقي 317،000 لتر من المياه من الجهات الراعية. وبدأ الصليب الأحمر الصربي بجمع التبرعات. |
| سلوفينيا        | وافقت الحكومة السلوفينية على 44 مليون تولار سلوفيني (185،500 يورو) للتسليم الفوري. |
| إسبانيا         | - الحكومة المركزية: وافق مجلس الوزراء الإسباني على حزمة مساعدات بقيمة إجمالية 54 مليون يورو (70.5 مليون دولار أمريكي): 4 ملايين يورو (5.2 مليون دولار أمريكي) للتسليم الفوري، مخصصة لشحنات الإغاثة التي تقدمها الوكالة الإسبانية للتعاون الدولي (AECI) والمنظمات غير الحكومية؛ وقرض بقيمة 50 مليون يورو من صندوق المعونة الإنمائية (FAD)، بشروط ميسرة تشمل فترات سداد طويلة وفوائد منخفضة، بهدف دعم جهود إعادة الإعمار في جميع البلدان المتضررة من الزلزال. انطلقت طائرتا شحن محملتان بالمساعدات الإنسانية في 28 ديسمبر/كانون الأول إلى سريلانكا، وأُرسلت ثلاث طائرات أخرى تابعة للوكالة الإسبانية للتعاون الدولي والصليب الأحمر في 31 ديسمبر/كانون الأول إلى سومطرة في إندونيسيا وتايلاند. كما أعلنت الحكومة عن وقف مؤقت لسداد ديون البلدان المتضررة. - الجيش في 8 يناير، أعلن رئيس الوزراء خوسيه لويس رودريغيث ثباتيرو عن النشر الفوري لقوة عسكرية للمساعدة في المهام الإنسانية، تضم 650 جنديًا و5 طائرات مساعدات إنسانية وطائرتي هليكوبتر وسفينة إسعاف. وكان من المقرر أن تستمر المهمة العسكرية شهرين، وأن تركز على سومطرة، وتبلغ تكلفتها المتوقعة 6.5 مليون يورو. - الحكومات الإقليمية والمحلية: وافقت عدة حكومات في المناطق ذات الحكم الذاتي على حزم مساعداتها الخاصة للتنفيذ العاجل: جليقية (500،000 يورو)، مدريد (300،000 يورو)، إقليم الباسك (150،000 يورو)، الأندلس (150،000 يورو)، بلنسية (150،000 يورو)، جزر البليار (150،000 يورو)، قشتالة والمنشف (140،000 يورو)، كتالونيا (130،000 يورو)، ولا ريوخا (66،000 يورو). وبلغت تبرعات الحكومات الإقليمية والمجالس المحلية مليوني يورو. |
| السويد          | كان من المقرر توزيع 500 مليون كرونة سويدية (75 مليون دولار أمريكي) من خلال الوكالة السويدية للتنمية الدولية (سيدا). وشاركت الحكومة في جهود إغاثة واسعة النطاق، شملت أفرادًا عسكريين وفرقًا جنائية وفرق بحث وإنقاذ، إذ يُرجَّح أن السويد هي الدولة الأكثر تضررًا من كارثة تسونامي، ولم تتأثر بها بشكل مباشر. كما قدّم الشعب السويدي مساعدات مالية غير مسبوقة للمنظمات غير الحكومية (حوالي 500 مليون كرونة سويدية (75 مليون دولار أمريكي))، بالإضافة إلى مواد مثل الملابس ومعدات أخرى. وانتقدت وسائل الإعلام السويدية الحكومة لعدم بذلها جهودًا كافية لمساعدة مواطنيها وغيرهم، إذ استغرقت الحكومة أيامًا قبل أن تُدرك خطورة الوضع. |
| سويسرا          | خصصت الحكومة السويسرية 27 مليون فرنك سويسري (23.8 مليون دولار أمريكي). ونُشرت أربعة فرق من وحدة المساعدات الإنسانية السويسرية (الوكالة السويسرية للتنمية والتعاون) في الهند وسريلانكا وتايلاند. وعمل فريق آخر من أطباء وخبراء لوجستيين من إس إتش إيه ومنظمة الصحة العالمية في جزر المالديف. أما عملية SUMA، فقد أرسل الجيش السويسري ثلاث طائرات هليكوبتر من طراز "سوبر بوما" و50 فردًا إلى سومطرة بتوجيه من مفوضية الأمم المتحدة لشؤون اللاجئين. وساهمت منظمات إغاثة مختلفة بمليون فرنك سويسري. وقد أسفرت حملة التبرعات المستمرة التي نظمتها عن جمع 160 مليون فرنك سويسري (حتى 15 يناير/كانون الثاني 2005). |
| المملكة المتحدة | - الحكومة — أعلنت الحكومة البريطانية عن زيادة مساعداتها إلى 75 مليون جنيه إسترليني في 10 يناير/كانون الثاني 2005، بعد أن كانت 50 مليون جنيه إسترليني (96 مليون دولار أمريكي) مُعلنة في 30 ديسمبر/كانون الأول 2004، وتعهدها الأولي بتقديم 15 مليون جنيه إسترليني كمساعدات في المراحل الأولى. كما وعدت الحكومة بتقديم مبلغ مماثل للتبرع العام. وبصفتها رئيسةً لمجموعة الثماني، حثّت الحكومة البريطانية، ووزير المالية آنذاك جوردون براون، على تعليق سداد الديون للدول الصناعية. - الجيش — كما أرسلت الحكومة أيضًا سفينة المساعدة للأسطول الملكي آر إف إيه دلجنس، والفرقاطة التابعة للبحرية الملكية إتش إم إس تشاتام مع مروحيات لينكس لنقل الإمدادات، وطائرة بوينغ سي-17 غلوب ماستر 3 وطائرة نقل جوي استراتيجية تريستار. - عام — بحلول نهاية 6 يناير 2005، بلغ إجمالي المواطنين البريطانيين 100 مليون جنيه إسترليني (190 مليون دولار أمريكي) الذين استجابوا بالتبرع بمعدل يصل إلى مليون جنيه إسترليني في الساعة في الأسبوع الأول. — في 26 فبراير 2005، أُعلن أن لجنة الطوارئ للكوارث (منظمة مظلة تضم 12 وكالة الإغاثة) تغلق استئنافها بعد جمع ما مجموعه 300 مليون جنيه إسترليني في الشهرين منذ أن ضربت الكارثة. جمعت الجمعيات الخيرية البريطانية الأخرى ما مجموعه 50 مليون جنيه إسترليني. - الشركات/الشخصيات البارزة — قدّمت الملكة، وشخصيات بارزة أخرى، وأفراد أثرياء، تبرعاتٍ كبيرة. وأعلنت نصف شركات مؤشر فوتسي 100 عن تبرعاتٍ مالية/موارد كبيرة، بينما تبرعت شركاتٌ أخرى عديدة بخدماتها ومواردها دون أي تكلفة.                                                                                       |
| الفاتيكان       | وأصدر البابا تصريحا بالإفراج الفوري عن مبلغ 6 ملايين دولار أميركي، ليتم تسليمها إلى الصليب الأحمر الدولي لاستخدامها في جهود الإغاثة الإنسانية. |

### الشرق الأوسط وأفريقيا
| إيران                    | أرسلت إيران 221 طنًا من إمدادات الإغاثة التي تتكون من الأدوية والخيام والبطانيات والملابس والمواد الغذائية إلى إندونيسيا بالإضافة إلى التبرع بمبلغ 675 ألف دولار أمريكي من خلال الحركة الدولية للصليب الأحمر والهلال الأحمر. |
| إسرائيل                  | أرسلت الحكومة الإسرائيلية إمدادات بقيمة 100،000 دولار أمريكي إلى كل دولة متضررة. بالإضافة إلى ذلك، تم إرسال فريق طبي إسرائيلي إلى سريلانكا، وتم حشد 150 طبيبًا من الجيش الإسرائيلي وفرق الإنقاذ والإغاثة للمنطقة مع 82 طنًا من المساعدات بما في ذلك 9 أطنان من الأدوية، وما يقرب من 4000 لتر من المياه المعدنية، و12 طنًا من المواد الغذائية، وأكثر من 17 طنًا من أغذية الأطفال، و10،000 بطانية وخيام وملاءات، بالإضافة إلى مولدات الطاقة. كما تم تقديم عرض إضافي للمساعدة إلى الهند في شكل فرق بحث وإنقاذ من قيادة الجبهة الداخلية بالإضافة إلى الغذاء والدواء، وتم إرسال وزارة الصحة الإسرائيلية إلى تايلاند في مهمة طبية. كما تم إرسال أجهزة تحديد هوية الجثث من زاكا وشرطة إسرائيل. |
| الكويت                   | تبرعت الحكومة الكويتية بمبلغ 3 ملايين دينار كويتي (10 ملايين دولار أمريكي) كمساعدات إنسانية. |
| المغرب                   | قالت وزارة الخارجية المغربية إن المساعدات، التي تتكون من الإمدادات الطبية واللقاحات والبطانيات، سيتم إرسالها إلى إندونيسيا وسري لانكا والهند وتايلاند وماليزيا وجزر المالديف. |
| موزمبيق                  | أعطت حكومة موزمبيق "رمزية" 100،000 دولار أمريكي لنداء المساعدات، وشجعت الشركات والأفراد على التبرع للحسابات التي أنشأها الصليب الأحمر المحلي. |
| عمان                     | أرسل عمان سلع الإغاثة بقيمة 3 ملايين دولار أمريكي لضحايا تسونامي في سريلانكا، جزر المالديف وإندونيسيا. وقال علي إبراهيم شانون الحسي، المدير التنفيذي لمنظمة عمان الخيرية (OCC)، الهلال الأحمر في البلاد، إن أربع شحنات تحمل 300 طن من البضائع قد تم نقلها بالفعل إلى سري لانكا وجزر المالديف في ثلاثة أيام خلال يناير 2005. |
| قطر                      | قدمت قطر 25 مليون دولار أمريكي، بالإضافة إلى الإمدادات الطبية واللوجستية. |
| السعودية                 | تعهدت المملكة العربية السعودية بحزمة مساعدة بقيمة 30 مليون دولار أمريكي تتكون من الطعام والخيام والخيام والخيام والدواء بقيمة 5 ملايين دولار، ليتم نقلها وتوزيعها عبر الهلال الأحمر السعودي وأموال أخرى من الأموال التي سيتم منحها لعدة مجموعات مساعدة دولية مثل الصليب الأحمر والمفوض السامي للأمم المتحدة. |
| جنوب إفريقيا             | تألفت المساهمة المالية الرسمية لحكومة جنوب أفريقيا لإغاثة ضحايا تسونامي من مساعدات منسقة لجزر المالديف. وشمل ذلك إرسال سفينة شحن محملة بمروحيات وطاقم من جنوب أفريقيا، بالإضافة إلى إمدادات طوارئ. وقد اختيرت جزر المالديف، وفقًا لسيدني موفامادي، نيابةً عن حكومة جنوب أفريقيا، لأنه "كان من المستحيل تحديد المدى الكامل للأضرار نظرًا لقلة جهود الإنقاذ الطارئة في الجزر". وقد تبرع الجنوب أفريقيون أنفسهم بمبلغ 2.6 مليون دولار أمريكي نقدًا وأكثر من 280 طنًا من المواد الغذائية لجهود الإغاثة من تسونامي. وقد وُجهت معظم هذه التبرعات عبر الصليب الأحمر الدولي. تاريخ التحديث/المراجعة: 23 فبراير 2005                                                                               |
| سوريا                    | أقلعت طائرة سورية محملة بـ 40 طنًا من المساعدات الطبية والغذائية من مطار دمشق إلى إندونيسيا يوم الخميس. ونقلت صحيفة الثورة السورية الحكومية عن وزير الصحة السوري، ماهر الحسامي، قوله إن الحمولة تضمنت 20 طنًا من الأدوية والأغذية ومياه الشرب، بالإضافة إلى 880 بطانية. |
| تونس                     | أرسلت الحكومة التونسية 2 C-130s إلى إندونيسيا مليئة بمستلزمات الإغاثة. |
| تركيا                    | تبرعت تركيا حتى الآن بمبلغ 28.9 مليون ليرة تركية (37.6 مليون دولار أمريكي)، لاستخدامها في مشاريع إعادة الإعمار وتخصيصها لسريلانكا والهند وإندونيسيا وتايلاند وماليزيا وجزر المالديف. |
| الإمارات العربية المتحدة | كان من المقرر تسليم 20 مليون دولار و 30 طن من الطعام والطب في رعاية الهلال الأحمر، إلى الهند وإندونيسيا وسريلانكا. |

### الأمريكتين
| البرازيل         | كانت الحكومة البرازيلية تنتظر قرارًا من الأمم المتحدة بشأن تقديم مساعدات إنسانية مشتركة. في غضون ذلك، قدّمت القوات الجوية البرازيلية مساعدات طارئة أولية، قوامها 10 أطنان من الغذاء و8 أطنان من الأدوية، إلى تايلاند والهند. وفي البرازيل، نظّم مواطنون وشركات صغيرة حملة وطنية لجمع الغذاء والدواء والملابس للمتضررين. وفي ريو دي جانيرو، سُلّم 70 طنًا، تبرع بها سكان المدينة وحدها، إلى قنصل سريلانكا في 2 يناير/كانون الثاني. كما سُلّمت أطنان أخرى كثيرة إلى السفارات والقنصليات المحلية للدول المتضررة. |
| كندا             | - الحكومة الفيدرالية: تعهدت الحكومة الكندية، اعتبارًا من 10 يناير 2005، بتقديم 425 مليون دولار كندي (344.96 مليون دولار أمريكي)، وهو ما يمثل زيادة على الرقم الأصلي البالغ 4 ملايين دولار كندي الذي قدمته الحكومة الفيدرالية، والذي تم تعديله سابقًا إلى 40 مليون دولار كندي ثم إلى 80 مليون دولار كندي، كمساهمة فورية في جهود المساعدة، كما ستوفر أيضًا البطانيات وأجهزة تنقية المياه والمولدات من خلال الوكالة الكندية للتنمية الدولية (CIDA). - ستتطابق الحكومة الكندية أيضًا إلى التبرعات الخاصة التي يتلقاها 11 يناير 2005 ؛ وفقًا للوكالة الكندية للتنمية الدولية، يمثل هذا 200 مليون دولار كندي. - أعلنت الحكومة الفيدرالية الكندية أيضًا عن وقف مؤقت لسداد الديون للدول الأكثر تضررًا من كارثة تسونامي. كما أعلنت كندا أنها سترسل فريق الاستجابة للمساعدة في حالات الكوارث (DART) إلى أمبارا في سريلانكا. - الحكومات الإقليمية: بالإضافة إلى الأموال الفيدرالية، قدمت حكومة مقاطعة كولومبيا البريطانية 8 ملايين دولار كندي (6.6 مليون دولار أميركي) للصليب الأحمر الكندي، وتعهدت حكومتا مقاطعتي أونتاريو وألبرتا بتقديم 5 ملايين دولار كندي (4.1 مليون دولار أميركي) لكل منهما، وقدمت حكومات مقاطعات كيبيك ومانيتوبا ونيو برونزويك ونيوفاوندلاند ولابرادور ونوفا سكوشا 100 ألف دولار كندي (82 ألف دولار أميركي) لكل منها، وتعهدت حكومتا مقاطعتي الأقاليم الشمالية الغربية وجزيرة الأمير إدوارد بتقديم 25 ألف دولار كندي و20 ألف دولار كندي على التوالي. - القطاع الخاص: يعد قياس مدى الأعمال الخيرية الفردية والشركات أكثر صعوبة، على الرغم من أن الحكومة قدرت أن التبرعات لضحايا تسونامي وصلت إلى أكثر من 230 مليون دولار كندي، مع وجود 200 متر من هذا للمطابقة. أنشأت الحكومة الفيدرالية حوافز للتبرعات الخاصة: أعلنت أنها ستتطابق مع التبرعات للدولار وقررت ثني القواعد من خلال السماح بالتبرعات المتعلقة بالتسونامي المقدمة قبل 11 يناير 2005 ليتم المطالبة بها في عام 2004 لضريبة الدخل. - في 7 يناير، أعلنت هيئة الإذاعة الكندية (CBC) عن خططها لإقامة حفل موسيقي خيري لضحايا تسونامي في 13 يناير. وضمّ الحفل نخبة من الفنانين الكنديين، منهم آفريل لافين، وتوم كوكرين، وفرقة بلو روديو، ونيل يونغ، براين آدمز، آن موراي، وراش، ومولي جونسون، أوسكار بيترسون، جان أردن، سيمبل بلان، صم 41، وباريناكيد ليديز، وثري دايز غرايس، بروس كوكبورن، وغيرهم، في فقرة خاصة مباشرة من مسرحها في لاس فيغاس، سيلين ديون. كما شمل الحفل مشاهير غير موسيقيين، من الكاتبة مارغريت آتوود إلى المعلق الرياضي دون تشيري، وصولاً إلى بابلز من فرقة تريلر بارك بويز. وسيشارك رون ماكلين وريك ميرسر في تقديم الحفل. - الجيش تم إرسال فريق الاستجابة للكوارث التابع للقوات المسلحة الكندية إلى سريلانكا. |
| تشيلي            | أرسلت الحكومة التشيلية مجموعة من أربعة أطباء ومهندس واحد ومهندس معماري واحد إلى إندونيسيا في 1 يناير 2005 وستبقى هناك لمدة عشرين يومًا. بالإضافة إلى ذلك، فتحت حسابًا مصرفيًا خاصًا للتبرعات العامة. |
| المكسيك          | تعهدت الحكومة الفيدرالية المكسيكية بتقديم حزمة مساعدات بقيمة 1،100،000 دولار أمريكي (12،000،000 بيزو مكسيكي). وأرسلت وزارة الخارجية فرق بحث تُعرف باسم توبوس. تتمتع هذه الفرق بخبرة واسعة في عمليات الإنقاذ من الزلازل، ويمكنها المساعدة في إنقاذ الضحايا المحاصرين والمدفونين. كما أرسلت القوات المسلحة المكسيكية سفينة إسعاف وسفنًا أخرى وطائرات هليكوبتر. كما دعا الصليب الأحمر المكسيكي المواطنين المكسيكيين إلى تقديم المساعدات التي تم توزيعها على الوكالات المحلية. |
| الولايات المتحدة | - الحكومة الفيدرالية: خصصت حكومة الولايات المتحدة 400 ألف دولار أمريكي (200 ألف جنيه إسترليني، 300 ألف يورو) للهند وإندونيسيا وجزر المالديف وسريلانكا وتايلاند. عمل المسؤولون على حزمة مساعدات بقيمة 4 ملايين دولار أمريكي (مليوني جنيه إسترليني) لمساعدة الصليب الأحمر. كما أرسلت الولايات المتحدة فرقًا لمواجهة الكوارث لمساعدة الدول المتضررة. كما أعدت الولايات المتحدة حزمة مساعدات أولية بقيمة 15 مليون دولار أمريكي (8 ملايين جنيه إسترليني) للدول المتضررة. وقُدمت 20 مليون دولار أمريكي إضافية (11 مليون جنيه إسترليني) كخط ائتمان طارئ. وفي 31 ديسمبر، رُفعت قيمة المساعدة إلى 350 مليون دولار أمريكي (190 مليون جنيه إسترليني، 260 مليون يورو). - الجيش: أرسلت الولايات المتحدة العديد من طائرات النقل الجوي الاستراتيجية من طراز سي-5 جالاكسي وسي-17 غلوبماستر 3، وعشر طائرات نقل جوي تكتيكية من طراز سي-130 هيركوليس محملة بإمدادات الكوارث، وتسع طائرات دورية بحرية من طراز بي-3 سي أوريون لدعم البحث والإنقاذ، وعدة فرق من وزارتي الخارجية والدفاع لتنسيق المساعدات الإضافية. واستخدمت قاعدة أوتاباو الجوية البحرية في تايلاند مركزًا إقليميًا لها. - بالإضافة إلى ذلك، عرضت الولايات المتحدة المساعدة من قواتها المتمركزة في اليابان. أُرسلت مجموعة حاملة الطائرات يو إس إس أبراهام لينكولن القتالية، التي كانت راسية في ميناء هونغ كونغ، إلى ساحل سومطرة لتقديم الدعم لإقليم آتشيه الإندونيسي. كما أُرسلت مجموعة هجومية استكشافية بقيادة يو إس إس بونهوم ريتشارد، المقرر وصولها إلى ميناء غوام، لتقديم المساعدة. - شاركت 48 مروحية تابعة للبحرية ومشاة البحرية. تستطيع كل سفينة إنتاج حوالي 90،000 جالون أمريكي (340،000 لتر) من المياه العذبة يوميًا. كما نشرت البحرية الأمريكية سفينة يو إس إن إس ميرسي، وهي سفينة مستشفى بسعة 1،000 سرير (سيتم تزويدها في البداية بطاقم لدعم 250 سريرًا للمرضى). وشارك أكثر من 12،600 فرد من وزارة الدفاع في جهود الإغاثة، المعروفة باسم عملية المساعدة الموحدة. - القطاع الخاص: حتى 10 يناير 2005، أفادت منظمات الإغاثة والمنظمات غير الحكومية الأمريكية بجمع أكثر من 515 مليون دولار أمريكي. وذكرت إحدى الجمعيات الخيرية أن التبرعات عبر الإنترنت تصل بمعدل 100 ألف دولار أمريكي في الساعة. ومن أبرز الجهات المانحة شركات أمريكية؛ من بينها شركة كوكاكولا (10 ملايين دولار أمريكي)، وشركة داو للكيماويات (5 ملايين دولار أمريكي)، ومؤسسة بورصة نيويورك (مليون دولار أمريكي)، وشركة مايكروسوفت (3 ملايين دولار أمريكي)، وشركة ديل (3 ملايين دولار أمريكي مبدئيًا، وما يصل إلى 5 ملايين دولار أمريكي من خلال جمع تبرعات الموظفين). - قدمت شركات الأدوية، مثل فايزر، جونسون آند جونسون وبريستول-مايرز سكويب، مستلزمات طبية وأدوية، بالإضافة إلى المساعدات المالية. كما تبرع مشاهير هوليوود، بمن فيهم كلينت إيستوود، مات ديمون، توم هانكس، دينيس كويد، ستيفن سبيلبرغ، ساندرا بولوك، وغيرهم. كما تبرعت فرق الروك الأمريكية، بما في ذلك ميتاليكا، غرين دي، بلينك-182، لينكين بارك، وإنكوبس، وكورن، ديفتونز، بابا روتش، وبي. أو. دي، وسويتش فوت، وهوباستانك، سيستم أوف أ داو، وغيرها. كما بدأ المواطنون الأمريكيون، والمجتمعات المحلية، والمدارس، بجمع التبرعات وساهموا. - تبرع الرئيس الأمريكي جورج دبليو بوش بمبلغ 16،000 دولار أمريكي من ماله الخاص؛ وتبرعت مدينة فارغو بولاية داكوتا الشمالية بمبلغ 10،000 دولار أمريكي من أموال دافعي الضرائب؛ وسُمح لسائقي السيارات في تشاتانوغا بولاية تينيسي بالتبرع لجهود الإغاثة بدلاً من دفع مخالفات المرور. كما دعا الرئيس بوش إلى حملة وطنية لجمع التبرعات، برئاسة الرئيسين السابقين جورج بوش الأب (والده) وبيل كلينتون؛ والسيدة الأولى السابقة هيلاري كلينتون، ووزير الدفاع الأمريكي دونالد رامسفيلد، وأمر بتنكيس الأعلام الأمريكية "احتراماً لضحايا زلزال المحيط الهندي وأمواج تسونامي التي نتجت عنه". |

## مساهمة المنظمات غير الحكومية
إن دخل المنظمات غير الحكومية والمنظمات متعددة الأطراف مستمدة من العديد من المصادر، بما في ذلك الإيرادات المكتسبة والمنح والمانحين الخيريين والشركات والحكومات والمجموعات الأخرى. على سبيل المثال، يتم تمويل مساهمة الاتحاد الأفريقي من قبل دولها الأعضاء. يمكن اعتبار "المساهمات" التالية إما تحويل الأموال المخصصة في الأصل لأغراض أخرى أو زيادة التبرعات للمنظمة المساهمة.
| إيه دي آر إيه                                       | سيلفر سبرينج، ماريلاند—واصلت وكالة التنمية والإغاثة الأدفنتست (إيه دي آر إيه) ردها في الهند وتايلاند وإندونيسيا وسريلانكا وجزر أندامان لمساعدة المتضررين من الزلزال والتسونامي. أنشأت إيه دي آر إيه مركز قيادة الأزمات في بانكوك، تايلاند لتنسيق استجابتها على مستوى الشبكة. إيه دي آر إيه الدولية التماس التبرعات الطارئة بشكل عاجل لهذا الرد. للرد بسرعة على هذه الكارثة تم قبول التبرعات النقدية فقط في ذلك الوقت. يمكن تقديم التبرعات لصندوق أزمات آسيا تسونامي عبر الإنترنت أو عن طريق الاتصال 800-424-إيه دي آر إيه (2372). رؤية المزيد من المعلومات في. |
| الاتحاد الإفريقي                                    | أعلن رئيس مفوضية الاتحاد الأفريقي ألفا عمر كوناري أن المنظمة ستقدم 100 ألف دولار لإغاثة ضحايا الكوارث. |
| لجنة أمريكا لخدمات الأصدقاء                         | وبناءً على برامج واتصالات لجنة أمريكا لخدمات الأصدقاء في آسيا، قدمت لجنة أمريكا لخدمات الأصدقاء الإغاثة والتخطيط للتعافي على المدى الطويل، وخاصة لأولئك الذين قد يتم تجاهلهم من قبل وكالات أو برامج إغاثة أخرى. |
| اللجنة اليهودية الأمريكية                           | أنشأت اللجنة اليهودية الأمريكية صندوقًا لإغاثة تسونامي، وقام في البداية بتخصيص 60،000 دولار أمريكي من حسابه الخاص. بعد ذلك رفعت 450،000 دولار أمريكي إضافي. تواصلت فصول اللجنة اليهودية الأمريكية حول الولايات المتحدة إلى المنظمات الدينية والعرقية في جنوب آسيا في مجتمعاتها للمساعدة في تنظيم الخدمات التذكارية، وأحداث جمع التبرعات، والتعبيرات العامة للتضامن. ساعد مكتب اللجنة اليهودية الأمريكية في مومباي (سابقًا بومباي) في جهود الإغاثة في الهند، بمساعدة الدكتور ديفيد إلكوت من موظفي اللجنة اليهودية الأمريكية في نيويورك. كان ديفيد إلكوت وزوجته، الحاخام شيرا ميلجروم في الهند وقت زيارة تسونامي ابنتهما، ليور ميلجروم إلكوت، الذي كان يتطوع في مكان قريب من خلال الخدمة العالمية اليهودية الأمريكية. |
| لجنة التوزيع الأمريكية اليهودية المشتركة            | جمعت لجنة التوزيع المشتركة اليهودية الأمريكية (JDC) أكثر من مليوني دولار أمريكي في مساهمات فردية في صندوق بريد إغاثة جنوب آسيا غير الطائفي للمنظمة. |
| الخدمة العالمية اليهودية الأمريكية ‏                 | مع جمع 3.25 مليون دولار أمريكي، ركزت خدمة العالم اليهودي الأمريكي الجهود المبذولة على توفير الإغاثة المباشرة للمواد للعائلات الأكثر فقراً في المناطق المتأثرة، بما في ذلك توفير الغذاء وحاويات تخزين المياه وإمدادات الطهي والبطانيات والملاجئ المؤقتة والشراكة مع الإغاثة المباشرة في الهند وسريلانكا في الهند. |
| مؤسسة تزو تشي البوذية في تورنتو                     | أقامت مؤسسة تزو تشي للإغاثة البوذية في تورنتو عددًا من فعاليات جمع التبرعات المستمرة في جميع أنحاء المدينة. ركز المتطوعون على الجاليات الآسيوية في منطقة تورنتو الكبرى. سيتم التبرع بجميع الأموال المجمعة بالكامل للمناطق المتضررة دون رسوم إدارية. |
| خدمات الإغاثة الكاثوليكية ‏                          | شنت خدمات الإغاثة الكاثوليكية واحدة من أكبر الردود في تاريخها–جهد الإغاثة وإعادة الإعمار لمدة 190 مليون دولار، والتي من شأنها أن تساعد أكثر من 600،000 شخص. كان لدى خدمات الإغاثة الكاثوليكية أكثر من 350 موظفًا يعملون في أكثر المناطق تضرراً في الهند وإندونيسيا وسري لانكا. |
| صندوق الطفل ‏                                        | المعروف باسم صندوق الأطفال المسيحيين في ذلك الوقت، قدمت صندوق الطفل الإغاثة من خلال توزيع المكملات الغذائية والماء والتغذية. كما تم توفير العناصر غير الغذائية مثل الخيام والطب ومنتجات النظافة والملابس والحصير والفراش وأدوات الطهي والأكل، وأدوات الإسعافات الأولية. كجزء من عملية الانتعاش للأطفال والشباب التي تأثرت بشدة من تسونامي، أنشأت CCF أكثر من 255 "مساحات تركز على الأطفال" في سري لانكا والهند وإندونيسيا. |
| كنيسة يسوع المسيح لقديسي الأيام الأخيرة             | توفير أشكال مختلفة من المساعدة. توفير 31.1 مليون دولار نقدًا ومواد |
| الإغاثة المباشرة ‏                                   | قدمت الإغاثة المباشرة 4.6 مليون دورة من علاج الأدوية والمستلزمات والمعدات الطبية المطلوبة على وجه التحديد (القيمة بالجملة: 45.5 مليون دولار) المقدمة من خلال 68 شحنة إلى الهند وإندونيسيا وسري لانكا والصومال. بالإضافة إلى ذلك، قدمت المنظمة 11.8 مليون دولار كمنح نقدية للعيادات والمستشفيات المحلية. |
| أطباء بلا حدود                                      | أرسلت 32 طنًا من إمدادات الإغاثة إلى سومطرة. تم إرسال فرق الطبية والتقييم إلى العديد من المناطق المتأثرة. |
| مؤسسة المهندسين المعماريين في حالات الطوارئ ‏        | قدم المهندسون المعماريون والمهندسون والمخططون خبرة مهنية للسكان المتضررين في إندونيسيا وسري لانكا، وخاصة المساعدة في إعادة بناء المدارس. |
| الاتحاد الأوروبي                                    | قدم الاتحاد الأوروبي مساعدة طارئة فورية قدرها 3 ملايين يورو (4.1 مليون دولار أمريكي) للضحايا لتلبية "الاحتياجات الحيوية الأولية"، مع تقديم مساعدة أكبر (30 مليون يورو) في وقت لاحق. هذا منفصل عن المساهمات من قبل الدول الأعضاء الفردية. |
| فرست                                                | ترأس فريق الإنقاذ والبحث الإسرائيلي السريع مهمة بحث وإنقاذ إلى تاميل نادو، الهند. |
| فوكس                                                | قامت منظمة فوكس للمساعدات الإنسانية (فوكس)، التابعة لشبكة الآغا خان للتنمية، بحشد كوادرها ومتطوعينها ومواردها في ولاية أندرا برديش الهندية. وعززت فوكس المساعدات الحكومية والمنظمات الأخرى بتوزيع طرود غذائية تحتوي على الأرز والعدس والزيت ومواد غذائية أخرى. كما وزعت مواد غير غذائية، مثل البطانيات والأقمشة المشمعة وأغطية الأسرّة والملاءات الأرضية والمناشف وأدوات المطبخ والملابس، على ما يقارب 4000 شخص. كما تبرعت فوكس بـ 170 خيمة و200 مصباح يدوي و800 بطارية و220 بطانية و20،000 لتر من مياه الشرب لجزر أندمان ونيكوبار. |
| هداسا                                               | أعلنت المنظمة الصهيونية النسائية الأمريكية عن تعبئة طاقمها الطبي من مركز هداسا الطبي في القدس لتقديم خدمات الطب الشرعي في سري لانكا. |
| الإنسانية أولا ‏                                     | جمعت الإنسانية أولاً أكثر من 1.5 مليون جنيه إسترليني وأنشأت نقاط توزيع الطعام والمراكز الطبية في الهند، سري لانكا، ومقاطعة باندا آتشيه في إندونيسيا، التي كانت أقرب وأسوأ نجاح. أنشأت HF معسكرًا في لامنو، في مقاطعة باندا آتشيه ساعد على الفور 3000 شخص. مزيج من العلاج الطبي وتوفير المياه الآمنة أخرج هؤلاء الأشخاص من الخطر. استمرت مانديز من الاستجابة الأولية لأكثر من 15000 يوم واستمر الاستجابة الأولية نفسها لمدة 5 أشهر، وتم إنشاء مشاريع تطوير طويلة الأجل. |
| الاتحاد الدولي لجمعيات الصليب الأحمر والهلال الأحمر | وفي جنيف، ناشد الاتحاد الدولي لجمعيات الصليب الأحمر والهلال الأحمر التبرع بمبلغ 7.5 مليون فرنك سويسري (حوالي 6.6 مليون دولار أميركي) لتقديم "الدعم الفوري" لنحو 500 ألف ناجٍ. |
| منظمة الإغاثة الإسلامية                             | رفعت منظمة الإغاثة الإسلامية العالمية نداءها الطارئ إلى 5 ملايين دولار أمريكي. ويشمل هذا المبلغ 270،650 دولارًا أمريكيًا كدفعة أولى لجهود الإغاثة وإعادة التأهيل في المنطقة، و27،000 دولار أمريكي لتلبية الاحتياجات العاجلة للضحايا في سريلانكا. |
| طيبو القلوب                                         | كان لدى جمعية "قلوب طيبة للتنمية الإنسانية الخيرية" ممثلون في المنطقة يقدمون أشكالًا مختلفة من المساعدة. جمعت الجمعية تبرعات لعمليات الإغاثة التي تنفذها في إندونيسيا. |
| لاتيت                                               | أرسلت منظمة المساعدات الإنسانية الإسرائيلية غير الحكومية "لاتيت" (العطاء) طائرة جامبو إلى سريلانكا محملة بـ 18 طناً من المعدات، كما أرسلت وفد مساعدات إلى تايلاند. |
| نوادي ليونز الدولية                                 | تم توزيع مبلغ أولي قدره 170،000 دولار أمريكي من مؤسسة أندية الليونز الدولية عبر أندية الليونز في المناطق المتضررة في الأيام الأولى من الكارثة. وتم توزيع 50،000 دولار أمريكي إضافية كمنح طارئة و250،000 دولار أمريكي كمساعدات طويلة الأجل منذ ذلك الحين. وخصصت مؤسسة أندية الليونز الدولية لاحقًا 10 ملايين دولار أمريكي لجهود الإغاثة. وشملت تعهدات الدعم الأخرى التي وردت 120،000 دولار أمريكي من نادي ليونز السويدي و200،000 دولار أمريكي من نادي ليونز كوريا. تم توزيع جميع الأموال التي تجمعها الأسود دون أي تكاليف إدارة. |
| نجمة داوود الحمراء                                  | في 29 ديسمبر/كانون الأول، أرسلت منظمة "الصليب الأحمر" الإسرائيلية أكثر من 4000 قارورة من الألبومين، وهي كمية مطلوبة بشدة، عن طريق الجو لتخفيف معاناة الضحايا في سريلانكا المدمرة. |
| اللجنة المركزية المينونايتية ‏                       | استجابت بأكثر من 15 مليون دولار أمريكي بمساعدة فورية وطويلة الأجل أكملوا ردهم على الكوارث في إندونيسيا في يوليو 2008 بعد إنفاق 10 ملايين دولار للشفاء في آتشيه. |
| المعهد الطبي للتاميل                                | تقديم المساعدة الطبية العاجلة. |
| ميرسي كور                                           | في غضون أيام من تسونامي، هرع فيلق الرحمة المستجيبين ولوازم الإغاثة إلى المنطقة الساحلية المدمرة في آتشيه، إندونيسيا – أقرب مساحة أرضية إلى مركز الزلزال. قدمت فيلق الرحمة أغذية الطوارئ لأكثر من 288،000 من الناجين، وإمدادات النظافة إلى أكثر من 253،000، ومواد بناء لبناء أكثر من 500 ملاجئ مؤقت. قامت برامج النقد مقابل العمل بتطهير الحطام من أكثر من 13000 هكتار من الأراضي العامة والزراعية و 50 كيلومترًا من الطريق، وحصلت على أموال تعود إلى الاقتصاد المحلي القسري. |
| أوكسفام                                             | في الهند، وجهت منظمة أوكسفام مساعداتها إلى أربع مناطق تشمل مجتمعات كودالور وناغاباتينام وكنياكماري وعلى طول الساحل الجنوبي الغربي لولاية كيرلا. ووضعت الوكالة خطة بقيمة 13.3 مليون دولار أمريكي لتقديم إغاثة فورية لسكان تلك المناطق، بالإضافة إلى تقديم مساعدة طويلة الأجل لهم لمساعدتهم في إعادة بناء حياتهم وسبل عيشهم. وشملت الخطة حفر المراحيض وإصلاح مصادر المياه وتوفير مأوى مؤقت لما يصل إلى 60 ألف شخص، بالإضافة إلى توزيع المستلزمات المنزلية الأساسية مثل الصابون والدلاء وزيت جوز الهند. وفي سريلانكا، عُينت منظمة أوكسفام كمنظمة رئيسية لتوفير المياه النظيفة ومرافق الصرف الصحي في الجزء الشمالي من البلاد. ويقدم الموظفون في أربعة مكاتب ميدانية في ترينكومالي، فافونيا، باتيكالوا، وكيلينوتشي مساعدة فورية للمجتمعات المحيطة بهم، بما في ذلك توفير المساعدة الطبية والإنقاذية ومواد المأوى والطعام وخزانات المياه. بالتعاون مع شركائها، أجرت أوكسفام تقييمات مفصلة للاحتياجات في المناطق الشمالية والشرقية والجنوبية من البلاد. كما أنشأت الوكالة قاعدة جديدة في ماتارا، جنوب البلاد. وفي إندونيسيا، عُيّنت أوكسفام واليونيسف المزوّد الرئيسي للمياه النظيفة في باندا آتشيه والمناطق المحيطة بها. كانت باندا آتشيه، عاصمة المقاطعة الواقعة في الطرف الشمالي من سومطرة، من أكثر المناطق تضررًا من كارثة تسونامي، وبرزت كمركز تنسيق. |
| صندوق السلام                                        | أنشأت المنظمة صندوق صندوق إغاثة تسونامي في جزيرة في في (PPITRF) الذي يوفر المساعدة لجزيرة فاي فاي بأكملها ؛ وصندوق إغاثة كرابي الذي يهتم بأيتام الكارثة. |
| أنقذوا الأطفال                                      | إلى جانب ما يقرب من 25 مليون دولار أمريكي تم جمعها حتى الآن، ركزت منظمة أنقذوا الأطفال في الولايات المتحدة الأمريكية على حماية ضحايا الكوارث الأكثر ضعفًا، والأطفال، الذين واجهوا مخاطر في المواقع التي يتم فيها حدوث عمالة مسبقة، والتوظيف العسكري القسري والاستغلال الجنسي لهم. من خلال إنشاء مناطق آمنة تتكون من الضروريات والترفيه في سري لانكا وإندونيسيا، تعمل أنقذوا الأطفال في الولايات المتحدة الأمريكية على مقابلة الأطفال وتحديدهم وتسجيلهم وتجميعهم الذين تم فصلهم عن والديهم. |
| المجتمعات اليهودية المتحدة (تورنتو)                 | بعد 24 ساعة فقط من افتتاح اتحاد المجتمعات اليهودية المتحدة من تورنتو الكبرى صندوق صندوق الإغاثة من تسونامي، جمع الصندوق أكثر من 150،000 دولار كندي من أكثر من 500 متبرع. في وقت لاحق، متجاوزًا 500،000 دولار كندي، ركزت المجتمعات اليهودية المتحدة في تورنتو جهودها على لجنة الإنقاذ الدولية للتسليم المستمر للإغاثة المقدمة لمقاطعة آشه في إندونيسيا، والكاثوليكية من معهد التخفيف من كاريتا، والراحة الكاثوليكية، وتسليم الأطعمة والملابس والمأوى في الهند، وهي تنسيق من مكتب مركبتي. تقديم المساعدة الطبية والوجبات والملابس في تايلاند وحملة تشاباد المتطوعين في مستشفيات المنطقة. |
| الرابطة اليهودية المتحدة (اتحاد نيويورك)            | بالإضافة إلى المساعدة في تمويل مجموعة لجنة التوزيع الأمريكية اليهودية المشتركة، كلف الرابطة اليهودية المتحدة في نيويورك إعلانات على بعد صفحتين في صحيفة نيويورك تايمز، حيث جمعت ما لا يقل عن 500،000 دولار أمريكي لدعم ضحايا تسونامي في جنوب آسيا. |
| المفوضية السامية للأمم المتحدة لشؤون اللاجئين       | تفتح المفوضية في سري لانكا مخزونات الإغاثة المحلية لتقديم مساعدة فورية للطوارئ. |
| برنامج الأغذية العالمي                              | تم تسليم حصص الطعام في حالات الطوارئ لأكثر من مليون ناجٍ في أول 20 يومًا من الأزمة، بما في ذلك 750،000 شخص في سري لانكا. باستخدام كل وسائل النقل الممكنة، من حرفة الهبوط إلى الشاحنات، نقلت شركة سي إف بي ما مجموعه 10000 طن متري من الطعام إلى إندونيسيا وسري لانكا وجزر المالديف وميانمار والصومال وتايلاند. |
| يونيسف                                              | ملابس وأكثر من 30،000 بطانية وحصير نوم لسري لانكا 1600 دبابة مائية و 30،000 بطانية وإمدادات طبية ومئات الآلاف من حبوب تنقية المياه إلى الهند إمدادات مماثلة لإندونيسيا وجزر المالديف. |
| برنامج الأمم المتحدة الإنمائي                       | سيتم تقديم مبلغ 100 ألف دولار أميركي لكل من سريلانكا والهند وإندونيسيا وجزر المالديف وتايلاند لمساعدتها في تقييم وتنسيق الاحتياجات الطارئة. |
| مركز الأمم المتحدة المشترك للوجستيات ‏               | يكمل مركز الأمم المتحدة المشترك للوجستيات وينسيق القدرات اللوجستية من الوكالات الإنسانية المتعاونة خلال حالات الطوارئ الكبيرة والمعقدة. تم تنشيط مركز الأمم المتحدة المشترك للوجستيات لأزمة تسونامي مع المكتب الرئيسي في بانكوك، وهو مكتب متوقف في روما، ومركز جوي (رأس التدريج) في خلايا ماليزيا وخلايا مركز الأمم المتحدة المشترك للوجستيات التي تغطي منطقة الأزمات، ومقرها أيضًا في إندونيسيا وسري لانكا وماليزيا. |
| صندوق الأمم المتحدة للسكان                          | ما يصل إلى مليون دولار أمريكي وموظفون إضافيون للمساعدة في ضمان تلبية الاحتياجات الصحية الخاصة للنساء الحوامل والتمريض. |
| فيهاهافتا                                           | جمعت التبرعات الكندية اليهودية والراحة، فيهاهافتا ("أنت تحب") التبرعات التي تم استخدامها لإرسال المزيد من موظفي البحث والإنقاذ واللوجستيات، وتسهيل محطات التغذية الطارئة، والمساعدة في تمويل سلع الإغاثة الضرورية الأخرى. |
| منظمة المعونة اليهودية العالمية                     | الهدف من المساعدات التي قدمها المعونة اليهودية العالمية هو مساعدة الناس على البقاء. مع تدهور الوضع تلوث المياه والمرض هدد حياة الناجين. عملت المجموعة البريطانية، التي تقدم في البداية 25،000 جنيه إسترليني، مع شركاء على الأرض في الهند وإندونيسيا وغيرها من المناطق المتأثرة حتى يدرك أين ينبغي توجيه مساعدتهم بشكل أفضل. |
| منظمة الرؤية العالمية                               | أكملت رؤية العالم المرحلة النهائية من استجابة آسيا تسونامي لمدة ثلاث سنوات (إندونيسيا، الهند، سري لانكا، تايلاند). شمل أكبر جهد الإغاثة في الجهد الإغاثة البالغ 346.5 مليون دولار (بما في ذلك البرامج التي تركز على الأطفال)، واستعادة سبل العيش، وإعادة تأهيل البنية التحتية. كان الجنس، والحماية، وحساسية الصراع، وفيروس نقص المناعة البشرية/الإيدز والدعوة مكونات لقطات استجابة الرؤية العالمية. |

## الشركات المساهمة
يمكن العثور على قائمة أكثر اكتمالا من التبرعات الأمريكية للشركات .
| فايزر                                                       | 35 مليون دولار أمريكي (10 ملايين دولار نقد ؛ أدوية 25 مليون دولار) |
| دويتشه بنك                                                  | 10 مليون يورو (13 مليون دولار أمريكي) |
| كوكا كولا (شركة)                                            | 10 ملايين دولار أمريكي |
| بريستول-مايرز سكويب                                         | 5 ملايين دولار أمريكي (1 مليون دولار نقدًا ؛ أدوية 4 ملايين دولار) |
| إكسون موبيل                                                 | 5 ملايين دولار أمريكي |
| مختبرات أبوت                                                | 4 ملايين دولار أمريكي (2 مليون دولار نقد ؛ دواء 2 مليون دولار) |
| مايكروسوفت                                                  | 3.5 مليون دولار أمريكي |
| بي بي                                                       | 3 ملايين دولار أمريكي |
| سيتي غروب                                                   | 3 ملايين دولار أمريكي |
| جي بي مورغان تشيس                                           | 3 ملايين دولار أمريكي |
| رويال داتش شل                                               | 3 ملايين دولار أمريكي |
| يو بي إس (بنك)                                              | 3 ملايين دولار أمريكي |
| سيسكو                                                       | 2.5 مليون دولار أمريكي |
| المجموعة الدولية الأمريكية/مؤسسة ستار                       | 2.5 مليون دولار أمريكي |
| وول مارت                                                    | 2 مليون دولار أمريكي |
| دايملر                                                      | 2 مليون دولار أمريكي |
| جونسون آند جونسون                                           | أدوية + 2 مليون دولار أمريكي |
| فودافون                                                     | 1 مليون جنيه إسترليني (1.95 مليون دولار أمريكي) |
| تترا لفال                                                   | 1.5 مليون دولار أمريكي (بما في ذلك توفير الأطعمة السائلة) |
| بنك أمريكا                                                  | 1.5 مليون دولار أمريكي |
| دويتشه تيليكوم                                              | 1 مليون يورو (1.4 مليون دولار أمريكي) |
| سيمنز                                                       | 1 مليون يورو |
| أليانز                                                      | 1 مليون يورو |
| باسف                                                        | 1 مليون يورو |
| أكسا                                                        | 1 مليون يورو |
| شركة شيفرون                                                 | 1.24 مليون دولار أمريكي |
| إنفوسيس                                                     | 50 مليون روبية (1.1 مليون دولار أمريكي) |
| ألتانا                                                      | 750،000 يورو (1 مليون دولار أمريكي) |
| بوينغ                                                       | 1 مليون دولار أمريكي |
| كونوكو فيلبس                                                | 1 مليون دولار أمريكي |
| آي بي إم                                                    | 1 مليون دولار أمريكي |
| نايكي                                                       | 1 مليون دولار أمريكي |
| بيبسيكو                                                     | 1 مليون دولار + مشروبات غازية + الماء |
| ميريل لينش                                                  | 1 مليون دولار أمريكي |
| أمريكان إكسبريس                                             | 1 مليون دولار أمريكي |
| شركة والت ديزني                                             | 1 مليون دولار أمريكي |
| جنرال إلكتريك                                               | 1 مليون دولار أمريكي |
| شركة البيانات الأولى (الشركة الأم لنقل أموال ويسترن يونيون) | $1M |
| جنرال موتورز                                                | 1 مليون دولار أمريكي |
| إتش إس بي سي                                                | 1 مليون دولار أمريكي |
| فيرايزون للاتصالات                                          | 1 مليون دولار أمريكي |
| مجموعة إي إن خي                                             | 1 مليون دولار أمريكي |
| كانتاس                                                      | صفحة 1 مليون دولار + رحلة توضح بالتفصيل الاستجابة من قبل كانتاس. |
| الكابل واللاسلكية                                           | 1 مليون دولار أمريكي صفحة تفصل الاستجابة بواسطة الكابل واللاسلكية. |
| دراغو (شركة الاتصالات الوطنية في جزر المالديف)              | 1 مليون دولار أمريكي (لوحظ أيضًا في الصفحة التي تفصل الاستجابة بواسطة الكابل واللاسلكي.)                                                                                 |
| باير                                                        | 500،000 يورو (700،000 دولار أمريكي) |
| تيسكو                                                       | 310،000 جنيه إسترليني (604،500 دولار أمريكي) بالإضافة إلى 2.8 مليون جنيه إسترليني (5.46 مليون دولار أمريكي) في تبرعات العملاء والموظفين والمواد الغذائية والماء والمأوى |
| نستله                                                       | 640،000 فرنك سويسري (560،000 دولار أمريكي) |
| هوم ديبوت                                                   | 500،000 دولار أمريكي |
| تكساس إنسترومنتس                                            | 500،000 دولار أمريكي |
| كارفور                                                      | 300،000 يورو (420،000 دولار أمريكي) |
| هيتاشي                                                      | 20 مليون يبي (200،000 دولار أمريكي) |
| زملاء هيويت                                                 | 200،000 دولار أمريكي |
| ألتريا                                                      | 150،000 دولار أمريكي |
| أخبار ووسائل الإعلام المستقلة                               | 100،000 يورو |
| مؤسسة إم تي آر                                              | دولار هونغ كونغ 0.5 لكل رحلة ركاب في 2 يناير 2005 الهدف المتوقع: دولار هونغ كونغ 1 مليون (حوالي 128،000 دولار أمريكي).                                                  |
| ماروبيني                                                    | 10،000 دولار أمريكي |
| شركة كولون كانتون للسكك الحديدية                            | جميع الأسعار التي تم جمعها خلال خدمة التمديد لمدة 4 ساعات في 1 يناير 2005 صباحًا.                                                                                        |
| فونتيررا                                                    | مسحوق الحليب وصيغة الرضع في جميع أنحاء المنطقة |
| الجناح على السفر                                            | المرشدين السياحيين في المناطق المتأثرة لتقديم خدمات المساعدة والترجمة.                                                                                                  |
| دوري الهوكي الوطني                                          | 100،000 دولار أمريكي+. |
| بيل كندا                                                    | 175،000 دولار كندي + 1: 1 متطابق التبرع ضد تبرعات الموظفين. |
| تيم هورتونز                                                 | 1 ملايين دولار كندي من خلال التبرعات العملاء إلى اليونيسف. |

## أحداث جمع التبرعات
كان هناك العديد من أحداث جمع التبرعات على نطاق واسع مع مئات المشاركين في جميع أنحاء العالم.

### نداء الكريكيت تسونامي
إن اثنتين من الدول الأكثر تضرراً من كارثة تسونامي، الهند وسريلانكا، من الدول الرائدة في لعب الكريكيت. أطلق مجلس الكريكيت الدولي حملة "نداء تسونامي العالمي للكريكيت" ‏ لجمع الأموال لدعم الجهود الإنسانية. كانت أبرز أحداث هذه البطولة هي سلسلة مباريات دولية من يوم واحد، مكونة من مباراتين بين فريق عالمي وفريق آسيوي.
وذكرت تقارير على موقع كريك إنفو أن أولى هذه المباريات جمعت 8.4 مليون دولار أسترالي.
وكانت مباريات أخرى، مثل تلك التي أقيمت في أواخر يناير/كانون الثاني 2005 بين المنتخب الوطني النيوزيلندي وفريق العالم، تهدف في المقام الأول إلى جمع التبرعات.

### أحداث أخرى
- إم تي في آسيا تقدم مساعدات  [لغات أخرى]‏ لضحايا تسونامي من إم تي في تايلاند.
- أستراليا توحد: الوصول إلى آسيا، برنامج تلفزيوني متزامن.
- المساعدات الإذاعية في المملكة المتحدة  [لغات أخرى]‏، برنامج إذاعي لجمع التبرعات على أكثر من 200 محطة بريطانية
- إغاثة تسونامي كارديف  [لغات أخرى]‏، حفل موسيقي خيري، في ملعب الألفية في كارديف، ويلز، المملكة المتحدة
- ويف إيد  [لغات أخرى]‏ في سيدني، أستراليا
- مباراة مساعدة الرجبي آي آر بي، مباراة اتحاد الرجبي بين منتخبات نصف الكرة الشمالي ونصف الكرة الجنوبي، أقيمت في 5 مارس 2005 في تويكنهام في لندن
- كرة القدم من أجل الأمل  [لغات أخرى]‏، مباراة كرة قدم برعاية الاتحاد الدولي لكرة القدم (فيفا) أقيمت بين فريق عالمي وفريق أوروبي في 15 فبراير 2005 في كامب نو، برشلونة.
- توثق مطبعة قرية الأرض[226] جهود التعافي في تايلاند وساحل الخليج الأمريكي
- جمعت حفلة موسيقية قدمها ستينج في ليوين إستيت  [لغات أخرى]‏ في غرب أستراليا 4 ملايين دولار لجهود الإغاثة.[227][228]
- دموع في الجنة بقلم تسونامي ريليف[229][230]
- مساعدة تسونامي لكرة القدم، وهي مباراة كرة قدم في أنفيلد يشارك فيها مشاهير ينظمها جيسون ماكاتير ويشارك فيها فريق من أساطير ليفربول.[231]

## وصلات خارجية
- مكتب الأمم المتحدة للمبعوث الخاص للتعافي من التسونامي
- عدد خاص من مجلة مراجعة الهجرة القسرية حول الدروس المستفادة من الاستجابة الإنسانية
- تتبع رويترز لحالات تسونامي التي تعهدت بها منظمة إيد واتش مقابل الأموال المخصصة
- ReliefWeb – خدمة المساعدة المالية لضحايا الزلازل والتسونامي في جنوب آسيا[وصلة مكسورة] جداول التتبع المالي
- بي بي سي نيوز: العالم يساعد – ولكن هل سينسى؟ 28 ديسمبر 2004
- وسائل الإعلام في آتشيه تعود إلى الواجهة بعد كارثة تسونامي – آيفكس
- حقائب يد من صنع ناجين من التسونامي يعيدون بناء حياتهم حقيبة يد واحدة في كل مرة